# Eleições parlamentares europeias de 2019 (França)
As eleições para o Parlamento Europeu de 2019 na França serão realizadas em 26 de maio de 2019, elegendo membros da 9ª bancada francesa ao Parlamento Europeu no âmbito das eleições europeias realizadas em toda a União Europeia.
A eleição contará com duas grandes mudanças desde a eleição de 2014, com o fim dos distritos eleitorais regionais e o retorno às listas nacionais, além do aumento no número de assentos franceses de 74 para 79 após a saída do Reino Unido da União Europeia.
Será a primeira eleição nacional na França desde a eleição de Emmanuel Macron como presidente da França e, portanto, o primeiro grande teste eleitoral de sua presidência.

## Contexto

Distritos eleitorais da França nas eleições europeias de 2014.

A partir da eleição para o Parlamento Europeu de 2004, a França foi dividida em oito grandes distritos eleitorais regionais para as eleições do Parlamento Europeu, com membros eleitos por representação proporcional. O sistema eleitoral mudou antes da eleição de 2019, com amplo apoio na classe política francesa para um retorno a uma votação nacional. Em 19 de novembro de 2017, o porta-voz do Eliseu, Bruno Roger-Petit, anunciou que o presidente Emmanuel Macron se encontraria com os presidentes do Senado e da Assembleia Nacional, bem como com os líderes dos partidos políticos nacionais nos dias 20 e 21 de novembro; especificamente, com Gérard Larcher, presidente do Senado; Bernard Accoyer do partido Os Republicanos (LR); Rachid Temal do Partido Socialista (PS); Nicolas Dupont-Aignan do Levantar a França (DLF); Jean-Christophe Lagarde do União dos Democratas e Independentes (UDI); Christophe Castaner do partido A República em Marcha! (REM); David Cormand do Europa Ecologia - Os Verdes (EELV); Sylvia Pinel do Partido Radical de Esquerda (PRG); François de Rugy, presidente da Assembleia Nacional; François Bayrou do Movimento Democrático (MoDem); Jean-Luc Mélenchon do França Insubmissa (FI); Marine Le Pen do Reagrupamento Nacional (RN); Pierre Laurent do Partido Comunista Francês (PCF) e Laurent Hénart do Partido Radical (PR).
Em 29 de novembro, o primeiro-ministro Édouard Philippe anunciou que todos líderes consultados em 20 e 21 de novembro, exceto Os Republicanos (dada sua implantação regional), apoiaram o retorno às listas nacionais. Com amplo apoio dos partidos parlamentares, Philippe confirmou a intenção do governo de preparar um projeto de lei para mudar o sistema de votação já no fim em 2018, enquanto ainda preserva o limite de 5% para representação e 3% para o reembolso de despesas de campanha. A possibilidade de listas transnacionais após a retirada do Reino Unido da União Europeia, proposta por Macron, também foi considerada durante as discussões do projeto de lei, embora existisse um consenso menor para esta proposta, com a FN e a FI na oposição. As chances de um consenso europeu sobre o tema das listas transnacionais foram, no entanto, consideradas improváveis, especialmente tendo em vista o processo de formação do governo na Alemanha após a eleição federal de 2017. O projeto de lei foi oficialmente revelado em 3 de janeiro de 2018.
O retorno às listas nacionais de fato beneficia os pequenos partidos que antes eram prejudicados pelo sistema de grandes grupos constituintes regionais, enquanto os partidos maiores ganhariam menos assentos devido ao sistema de rateio. Em particular, se as regras propostas fossem aplicadas às eleições europeias de 2014, a RN e o LR ganhariam cada um dois assentos a menos e o PS um a menos, enquanto os partidos menores, como o MoDem e o EELV, ganhariam estes assentos.
Em 23 de janeiro de 2018, a Comissão de Assuntos Constitucionais do Parlamento Europeu adotou uma proposta para reduzir o tamanho do hemiciclo de 751 para 705, com os 27 ex-assentos britânicos divididos entre 14 países sub-representados dos quais a França ganharia 5, aumentando sua representação de 74 para 79. Em 7 de Fevereiro, o Parlamento Europeu votou a proposta, e o resultado foi de 368 a 274, contra o princípio da reatribuição de lugares após a saída do Reino Unido da UE para listas transnacionais, embora o destino da ideia estivesse, em última instância, no controlo do Conselho Europeu. Como as eleições para o Parlamento Europeu estão previstas para 23 a 26 de maio de 2019 e as eleições na França são tradicionalmente realizadas aos domingos, a data das próximas eleições europeias na França será em 26 de maio de 2019.
O projeto de lei que cria um único distrito nacional foi aprovado por votação na Assembleia Nacional em primeira votação em 20 de fevereiro de 2018.
| A favor | A favor                                                | Contra | Contra                                                         | Abstenções | Abstenções                  | Não votaram | Não votaram |
| ------- | ------------------------------------------------------ | ------ | -------------------------------------------------------------- | ---------- | --------------------------- | ----------- | ----------- |
| 376     | - REM (290) - MoDem (41) - UDI (24) - FI (17) - NI (4) | 155    | - LR (100) - NG (26) - GDR (16) - NI (7) - UDI (4) - MoDem (2) | 14         | - NI (6) - UDI (4) - NG (4) | 1           | - REM (1)   |

Legendas
- NI: Não inscritos
- NG: Nova Esquerda, grupo parlamentar da Assembleia Nacional; em francês Groupe Socialistes et apparentés.
- GDR: Esquerda Democrática e Republicana, grupo parlamentar da Assembleia Nacional; em francês Groupe de la Gauche démocrate et républicaine.

O Senado adotou oficialmente o projeto de lei que aboliu os distritos eleitorais regionais em 23 de maio de 2018, e o projeto de lei foi promulgado em 25 de junho após sua validação pelo Conselho Constitucional.
| A favor | A favor                                                          | Contra | Contra                                                             | Abstenções | Abstenções                                  | Não votaram | Não votaram                                |
| ------- | ---------------------------------------------------------------- | ------ | ------------------------------------------------------------------ | ---------- | ------------------------------------------- | ----------- | ------------------------------------------ |
| 181     | - SOC (73) - UC (46) - REM (21) - RDSE (20) - LR (13) - LIRT (8) | 147    | - LR (124) - CRCE (15) - UC (4) - RASNAG (2) - RDSE (1) - LIRT (1) | 10         | - LR (6) - RASNAG (2) - RDSE (1) - LIRT (1) | 9           | - SOC (4) - LR (2) - RASNAG (2) - LIRT (1) |

Legenda dos grupos políticos do Senado da França
- SOC: Grupo socialista e republicano, em francês Groupe socialiste.
- UC: União Centrista, em francês Groupe Union centriste.
- RDSE: Grupo Europeu do Reagrupamento Democrático e Social, em francês Groupe du Rassemblement démocratique et social européen.
- LIRT: Independentes - República e Territórios, em francês Groupe Les Indépendants – République et territoires.
- RASNAG: Reunião administrativa de senadores que não aparece na lista de qualquer grupo, em francês Réunion administrative des sénateurs ne figurant sur la liste d'aucun groupe.

Os papéis de nomeação para as listas serão aceitos pelo Ministério do Interior de 21 de abril a 2 de maio de 2019. O tempo de campanha de cada uma das partes também foi alterado para ser proporcional ao tamanho dos grupos parlamentares na Assembleia Nacional, além do tempo alocado a grupos não representados na Assembleia Nacional. Essas mudanças foram criticadas pela oposição, acreditando que a realocação do tempo favoreceu a maioria do governo.
Em 23 de setembro de 2018, o Congresso Nacional da Associação de Prefeitos Rurais da França (AMRF) anunciou que se recusariam a transmitir diretamente os resultados das eleições para expressar seu descontentamento com a falta de atenção dada pelo governo à política rural. Um vídeo produzido pelo governo pedindo que os franceses votem em 2019 apresentando os líderes nacionalistas Matteo Salvini e Viktor Orbán como aparentes, aparentemente refletindo temas expostos pelo próprio Macron, foi denunciado como propaganda antecipada pelos partidos de oposição em novembro de 2018.

### Debates
Em 4 de abril, o canal France 2 realizará um debate entre os principais candidatos no programa L'Emission Politique, apresentado por Léa Salamé e Thomas Sotto em parceria com a emissora de rádio France Inter. No dia 23 de maio, os principais candidatos se reunirão novamente em um evento organizado pelo canal franceinfo e pelo Terra Nova. A campanha oficial para as eleições europeias terá início em 13 de maio.
Hamon recorreu da sua exclusão do debate no France 2 de 4 de abril, em 27 de março, questionando o motivo de não convidá-lo devido à inclusão de outros candidatos principais, após o não convite de Brossat e Lagarde. Ele foi acompanhado em seu caso por Florian Philippot e Asselineau, com o tribunal administrativo de Paris ordenando posteriormente à France 2 que convidasse os três para o debate, julgando a desculpa da France Télévisions de que os pontos de vista de Hamon estavam suficientemente representados pelo convite de  Raphaël Glucksmann. A France Télévisions contestou esta decisão e, embora o Conselho de Estado tenha decidido que a France 2 não era obrigada a convidar os três, a France 2 manteve o convite por cortesia. Este primeiro debate foi assistido por apenas 1,62 milhões de telespectadores, representando uma quota de audiência de 9,8%.
| Debates das Eleições europeias de 2019 na França | Debates das Eleições europeias de 2019 na França | Debates das Eleições europeias de 2019 na França | Debates das Eleições europeias de 2019 na França                | Debates das Eleições europeias de 2019 na França                | Debates das Eleições europeias de 2019 na França                | Debates das Eleições europeias de 2019 na França                | Debates das Eleições europeias de 2019 na França                | Debates das Eleições europeias de 2019 na França                | Debates das Eleições europeias de 2019 na França                | Debates das Eleições europeias de 2019 na França                | Debates das Eleições europeias de 2019 na França                | Debates das Eleições europeias de 2019 na França                | Debates das Eleições europeias de 2019 na França                | Debates das Eleições europeias de 2019 na França                | Debates das Eleições europeias de 2019 na França                | Debates das Eleições europeias de 2019 na França                | Debates das Eleições europeias de 2019 na França                | Debates das Eleições europeias de 2019 na França                | Debates das Eleições europeias de 2019 na França |                     |                       |                    |                                    |
| Data                                             | Organizadores                                    | Mediadores                                       | P = presente / C = convidado / NC = não convidado / A = ausente | P = presente / C = convidado / NC = não convidado / A = ausente | P = presente / C = convidado / NC = não convidado / A = ausente | P = presente / C = convidado / NC = não convidado / A = ausente | P = presente / C = convidado / NC = não convidado / A = ausente | P = presente / C = convidado / NC = não convidado / A = ausente | P = presente / C = convidado / NC = não convidado / A = ausente | P = presente / C = convidado / NC = não convidado / A = ausente | P = presente / C = convidado / NC = não convidado / A = ausente | P = presente / C = convidado / NC = não convidado / A = ausente | P = presente / C = convidado / NC = não convidado / A = ausente | P = presente / C = convidado / NC = não convidado / A = ausente | P = presente / C = convidado / NC = não convidado / A = ausente | P = presente / C = convidado / NC = não convidado / A = ausente | P = presente / C = convidado / NC = não convidado / A = ausente | P = presente / C = convidado / NC = não convidado / A = ausente | Referências                                      |                     |                       |                    |                                    |
| Data                                             | Organizadores                                    | Mediadores                                       | LO                                                              | PCF                                                             | FI                                                              | G.s                                                             | PS                                                              | EELV                                                            | UE                                                              | REM                                                             | MoDem                                                           | UDI                                                             | LR                                                              | DLF                                                             | RN                                                              | LP                                                              | UPR                                                             | AJ                                                              | Referências                                      |                     |                       |                    |                                    |
| ------------------------------------------------ | ------------------------------------------------ | ------------------------------------------------ | --------------------------------------------------------------- | --------------------------------------------------------------- | --------------------------------------------------------------- | --------------------------------------------------------------- | --------------------------------------------------------------- | --------------------------------------------------------------- | --------------------------------------------------------------- | --------------------------------------------------------------- | --------------------------------------------------------------- | --------------------------------------------------------------- | --------------------------------------------------------------- | --------------------------------------------------------------- | --------------------------------------------------------------- | --------------------------------------------------------------- | --------------------------------------------------------------- | --------------------------------------------------------------- | ------------------------------------------------ | ------------------- | --------------------- | ------------------ | ---------------------------------- |
| Data                                             | Organizadores                                    | Mediadores                                       | 4 de abril                                                      | France 2 France Inter                                           | Thomas Sotto Alexandra Bensaid                                  | NC Nathalie Arthaud                                             | P Ian Brossat                                                   | P Manon Aubry                                                   | P Benoît Hamon                                                  | P Raphaël Glucksmann                                            | P Yannick Jadot                                                 | NC Dominique Bourg                                              | P Nathalie Loiseau                                              | P Nathalie Loiseau                                              | P Jean-Christophe Lagarde                                       | P François-Xavier Bellamy                                       | P Nicolas Dupont-Aignan                                         | P Jordan Bardella                                               | Referências                                      | P Florian Philippot | P François Asselineau | NC Francis Lalanne | [ 13 ] [ 20 ] [ 21 ] [ 22 ] [ 23 ] |
| 9 de abril                                       | RFI France 24                                    | Frédéric Rivière Caroline de Camaret             | NC Arthaud                                                      | NC Brossat                                                      | P Aubry                                                         | NC Hamon                                                        | P Glucksmann                                                    | P Jadot                                                         | NC Bourg                                                        | P Loiseau                                                       | P Loiseau                                                       | NC Lagarde                                                      | P Bellamy                                                       | NC Dupont-Aignan                                                | A Bardella                                                      | NC Philippot                                                    | NC Asselineau                                                   | NC Lalanne                                                      | [ 24 ]                                           |                     |                       |                    |                                    |
| 10 de abril                                      | CNews Europe 1                                   | Laurence Ferrari Matthieu Belliard               | NC Arthaud                                                      | NC Fabien Roussel                                               | P Adrien Quatennens                                             | NC Benoît Hamon                                                 | P Olivier Faure                                                 | P David Cormand                                                 | NC Bourg                                                        | P Stanislas Guerini                                             | NC François Bayrou                                              | NC Jean-Christophe Lagarde                                      | P Laurent Wauquiez                                              | P Dupont-Aignan                                                 | P Marine Le Pen                                                 | NC Florian Philippot                                            | NC Asselineau                                                   | NC Lalanne                                                      | [ 21 ] [ 25 ] [ 26 ]                             |                     |                       |                    |                                    |
| 24 de abril                                      | LCI                                              | David Pujadas                                    | NC Arthaud                                                      | NC Roussel                                                      | P Quatennens                                                    | NC Hamon                                                        | P Faure                                                         | NC Cormand                                                      | NC Bourg                                                        | P Guerini                                                       | P Bayrou                                                        | NC Lagarde                                                      | P Wauquiez                                                      | NC Dupont-Aignan                                                | P Le Pen                                                        | NC Philippot                                                    | NC Asselineau                                                   | NC Lalanne                                                      | [ 27 ] [ 28 ]                                    |                     |                       |                    |                                    |
| 25 de abril                                      | Medef                                            | Fabrice Lundy                                    | NC Arthaud                                                      | NC Brossat                                                      | P Manuel Bompard                                                | NC Hamon                                                        | P Jean-Marc Germain                                             | P Jadot                                                         | NC Bourg                                                        | P Loiseau                                                       | P Loiseau                                                       | P Lagarde                                                       | P Bellamy                                                       | P Dupont-Aignan                                                 | P Hervé Juvin                                                   | NC Philippot                                                    | NC Asselineau                                                   | NC Lalanne                                                      | [ 27 ] [ 29 ]                                    |                     |                       |                    |                                    |
| 7 de maio                                        | CNews Europe1                                    | Laurence Ferrari, Matthieu Belliard              | P Arthaud                                                       | P Roussel                                                       | NC Mélenchon                                                    | P Guillaume Balas                                               | NC Faure                                                        | NC Cormand                                                      | NC Bourg                                                        | NC Guerini                                                      | NC Bayrou                                                       | P Lagarde                                                       | NC Wauquiez                                                     | NC Dupont-Aignan                                                | NC Le Pen                                                       | P Philippot                                                     | P Asselineau                                                    | NC Lalanne                                                      | [ 30 ]                                           |                     |                       |                    |                                    |
| 15 de maio                                       | BFM TV                                           | Ruth Elkrief                                     | NC Arthaud                                                      | NC Roussel                                                      | NC Bompard                                                      | NC Balas                                                        | NC Glücksmann                                                   | NC Jadot                                                        | NC Bourg                                                        | P Loiseau                                                       | P Loiseau                                                       | NC Lagarde                                                      | NC Bellamy                                                      | NC Dupont-Aignan                                                | P Bardella                                                      | NC Philippot                                                    | NC Asselineau                                                   | NC Lalanne                                                      | [ 31 ]                                           |                     |                       |                    |                                    |
| 20 de maio                                       | LCI RTL Le Figaro                                | David Pujadas Élizabeth Martichoux Alexis Brézet | P Arthaud                                                       | P Brossat                                                       | NC Aubry                                                        | P Hamon                                                         | NC Glücksmann                                                   | NC Jadot                                                        | NC Bourg                                                        | NC Loiseau                                                      | NC Loiseau                                                      | P Lagarde                                                       | NC Bellamy                                                      | NC Dupont-Aignan                                                | NC Bardella                                                     | P Philippot                                                     | P Asselineau                                                    | NC Lalanne                                                      | [ 27 ] [ 32 ] [ 33 ]                             |                     |                       |                    |                                    |
| 20 de maio                                       | LCI RTL Le Figaro                                | David Pujadas Élizabeth Martichoux Alexis Brézet | NC Arthaud                                                      | NC Brossat                                                      | P Aubry                                                         | NC Hamon                                                        | P Glücksmann                                                    | P Jadot                                                         | NC Bourg                                                        | P Loiseau                                                       | P Loiseau                                                       | NC Lagarde                                                      | P Bellamy                                                       | P Dupont-Aignan                                                 | P Bardella                                                      | NC Philippot                                                    | NC Asselineau                                                   | NC Lalanne                                                      | [ 27 ] [ 32 ] [ 33 ]                             |                     |                       |                    |                                    |
| 22 de maio                                       | France 2                                         | Thomas Sotto                                     | NC Arthaud                                                      | P Brossat                                                       | NC Aubry                                                        | NC Balas                                                        | P Glücksmann                                                    | P Jadot                                                         | NC Bourg                                                        | NC Guerini                                                      | P Bayrou                                                        | NC Lagarde                                                      | P Wauquiez                                                      | NC Dupont-Aignan                                                | P Le Pen                                                        | NC Philippot                                                    | NC Asselineau                                                   | NC Lalanne                                                      | [ 27 ] [ 34 ] [ 35 ]                             |                     |                       |                    |                                    |
| 22 de maio                                       | France 2                                         | Thomas Sotto                                     | P Arthaud                                                       | NC Brossat                                                      | P Aubry                                                         | P Balas                                                         | NC Glücksmann                                                   | NC Jadot                                                        | P Bourg                                                         | NC Guerini                                                      | NC Bayrou                                                       | P Lagarde                                                       | NC Wauquiez                                                     | P Dupont-Aignan                                                 | NC Le Pen                                                       | P Philippot                                                     | P Asselineau                                                    | P Lalanne                                                       | [ 27 ] [ 34 ] [ 35 ]                             |                     |                       |                    |                                    |
| 23 de maio                                       | BFM TV                                           | Ruth Elkrief Apolline de Malherbe                | NC Arthaud                                                      | P Brossat                                                       | P Aubry                                                         | P Hamon                                                         | P Glucksmann                                                    | P Jadot                                                         | NC Bourg                                                        | P Loiseau                                                       | P Loiseau                                                       | P Lagarde                                                       | P Bellamy                                                       | P Dupont-Aignan                                                 | P Bardella                                                      | P Philippot                                                     | NC Asselineau                                                   | NC Lalanne                                                      | [ 36 ]                                           |                     |                       |                    |                                    |

## Composição atual

Distribuição dos eurodeputados da França por grupo do Parlamento Europeu em 14 de dezembro de 2018

Distribuição dos eurodeputados por partido em 14 de dezembro de 2018

A tabela abaixo mostra a composição dos eurodeputados da França no Parlamento Europeu em 14 de dezembro de 2018.
Legenda dos partidos políticos ou movimentos franceses no Europarlamento
- DVD, Direita diversa, em francês Divers droite.
- RBM, Reagrupamento Azul Marine, um movimento dentro do Rasseblement National, em francês Rassemblement bleu Marine.
- G.s, Geração.s, movimento criado por Benoît Hamon, em francês Génération.s.
- RG e MR, Movimento Radical, em francês Mouvement radical.
- GC, Geração Cidadã.
- LP, Os Patriotas, em francês Les Patriotes.
- LFL, Os Franceses Livres, em francês Les Français Libres.
- UOM, União do Ultramar, coalizão do distrito ultramarino, em francês Alliances des Outre-Mers.
- APRÉS, Gauche républicaine et socialiste.
- CJ, movimento Jeanne Committees, criado por Jean-Marie Le Pen.
- SE: Independente, em francês Sans étiquette.

Legenda dos grupos políticos do Europarlamento
- NI, Não-inscritos.

## Listas Concorrentes
As principais listas concorrentes são as seguintes:
| Partido | Partido | Cabeça de Lista         | Afiliação Europeia                                                                     |
| ------- | --- | ----------------------- | -------------------------------------------------------------------------------------- |
|         | Reagrupamento Nacional | Jordan Bardella         | Aliança Europeia dos Povos e das Nações                                                |
|         | Os Republicanos - Os Centristas - Caça, Pesca, Natureza e Tradições                                                                                 | François-Xavier Bellamy | Partido Popular Europeu                                                                |
|         | Partido Socialista - Praça Pública - Novo Acordo - Os Radicais de Esquerda                                                                          | Raphaël Glucksmann      | Partido Socialista Europeu                                                             |
|         | Renascimento - A República em marcha! - Movimento Democrático - Agir - Movimento Radical, Social e Liberal - Aliança Centrista - Partido Ecologista | Nathalie Loiseau        | - Partido da Aliança dos Liberais e Democratas pela Europa - Partido Democrata Europeu |
|         | União dos Democratas e Independentes - Força Democrata Europeia - A Esquerda Moderna                                                                | Jean-Christophe Lagarde | Partido da Aliança dos Liberais e Democratas pela Europa                               |
|         | Europa Ecologia - Os Verdes - Regiões e Povos Solidários - Aliança Independente Ecológica                                                           | Yannick Jadot           | Partido Verde Europeu                                                                  |
|         | Partido Comunista Francês - República e Socialismo                                                                                                  | Ian Brossat             | Partido da Esquerda Europeia                                                           |
|         | França Insubmissa - Esquerda Republicana e Socialista - Movimento Republicano e Cidadão                                                             | Manon Aubry             | Agora, o Povo                                                                          |
|         | Levantar a França - Centro Nacional dos Independentes e Camponeses                                                                                  | Nicolas Dupont-Aignan   |                                                                                        |
|         | Luta Operária | Nathalie Arthaud        |                                                                                        |
|         | Geração.s | Benoît Hamon            | Movimento Democracia na Europa 2025                                                    |
|         | Os Patriotas - Amarelos e Cidadãos | Florian Philippot       |                                                                                        |
|         | União Popular Republicana | François Asselineau     |                                                                                        |
|         | Urgência Ecológica - Geração Ecologia - Movimento Ecológico Independente - Movimento dos Progressistas                                              | Dominique Bourg         |                                                                                        |
|         | Partido Animalista | Hélène Thouy            |                                                                                        |

## Partidos

### Luta Operária
| Lista do partido (12/03/2019) | Lista do partido (12/03/2019) |
| #                             | Candidato                     |
| ----------------------------- | ----------------------------- |
| 1                             | Nathalie Arthaud              |
| 2                             | Jean-Pierre Mercier           |
| 3                             | Ghislaine Joachim-Arnaud      |
| 4                             | Éric Pecqueur                 |
| 5                             | Claire Rocher                 |
| 6                             | Éric Bellet                   |
| 7                             | Monique Dabat                 |
| 8                             | Eddy Le Beller                |
| 9                             | Farida Megdoud                |
| 10                            | Pascal Le Manach              |
| 11                            | Chantal Gomez                 |
| 12                            | Jean-Yves Payet               |
| 13                            | Valérie Hamon                 |
| 14                            | François Roche                |
| 15                            | Valérie Foissey               |
| 16                            | Julien Wostyn                 |
| 17                            | Anne Zanditénas               |
| 18                            | Jean-Marie Nomertin           |
| 19                            | Isabelle Bonnet               |
| 20                            | Salah Keltoumi                |
| 21                            | Dominique Clergue             |
| 22                            | Thomas Rose                   |
| 23                            | Fanny Quandalle               |
| 24                            | Patrice Villeret              |
| 25                            | Marie Savre                   |
| 26                            | Christophe Garcia             |
| 27                            | Malena Adrada                 |
| 28                            | Ali Kaya                      |
| 29                            | Nathalie Malhole              |
| 30                            | Michel Darras                 |
| 31                            | Julie Lucotte                 |
| 32                            | Vincent Chevrollier           |
| 33                            | Marie-Claude Rondeaux         |
| 34                            | Olivier Minoux                |
| 35                            | Mélanie Peyraud               |
| 36                            | Jean Camonin                  |
| 37                            | Anne Brunet                   |
| 38                            | Olivier Nicolas               |
| 39                            | Élisabeth Faucon              |
| 40                            | Martial Collet                |
| 41                            | Agathe Martin                 |
| 42                            | Antoine Colin                 |
| 43                            | Renée Potchtovik              |
| 44                            | Mario Rinaldi                 |
| 45                            | Josefa Torrès                 |
| 46                            | Nicolas Bazille               |
| 47                            | Kelig Lagrée                  |
| 48                            | Pierre Nordemann              |
| 49                            | Adèle Kopff                   |
| 50                            | Michel Treppo                 |
| 51                            | Cécile Faurite                |
| 52                            | Dominique Mariette            |
| 53                            | Fatima Abdellaoui             |
| 54                            | Richard Blanco                |
| 55                            | Fabienne Delorme              |
| 56                            | Liberto Plana                 |
| 57                            | Aurélie Jochaud               |
| 58                            | Vincent Goutagny              |
| 59                            | Jacqueline Uhart              |
| 60                            | Vincent Combes                |
| 61                            | Catherine Van Cauteren        |
| 62                            | Romain Brossard               |
| 63                            | Louise Fève                   |
| 64                            | François Meunier              |
| 65                            | Charline Joliveau             |
| 66                            | Guillaume Perchet             |
| 67                            | Martine Amelin                |
| 68                            | Bruno Paleni                  |
| 69                            | Isabelle Leclerc              |
| 70                            | Jacques Matteï                |
| 71                            | Estelle Jaquet                |
| 72                            | Yves Cheère                   |
| 73                            | Marie-José Faligant           |
| 74                            | Maurice Chaynes               |
| 75                            | Dominique Revoy               |
| 76                            | Philippe Julien               |
| 77                            | Mink Takawé                   |
| 78                            | Roland Szpirko                |
| 79                            | Arlette Laguiller             |

A liderança do Novo Partido Anticapitalista (NPA) inicialmente votou a favor de uma lista comum com a Luta Operária (LO) com o seu conselho político nacional em 6 e 7 de outubro de 2018, com o placar de 37-22 (com 5 abstenções e 10 ausentes) a favor de uma aliança nas eleições europeias de 2019; no entanto, em novembro de 2018, as partes reconheceram a incapacidade de chegar a um acordo para uma lista comum. O congresso anual da Luta Operária em 8 e 9 de dezembro votou para apresentar uma lista autônoma, com a porta-voz e ex-candidata presidencial Nathalie Arthaud anunciando que ela seria sua principal candidata. Arthaud disse que o partido recusou uma aliança com o NPA porque os interesses dos trabalhadores não eram uma prioridade para os últimos, e porque ela não queria fazer uma campanha sobre "todas as lutas que podem ser travadas, da ecologia ao feminismo".

### Novo Partido Anticapitalista
Enquanto o Novo Partido Anticapitalista (NPA) inicialmente procurou aliar-se à Luta Operária (LO), com o seu conselho político nacional de 6 e 7 de outubro de 2018 aprovando a princípio uma aliança entre os dois partidos, com um placar de 37–22 votos (com 5 abstenções e 10 ausentes), as negociações foram interrompidas em novembro de 2018.

### Partido Comunista Francês
| Lista do partido | Lista do partido          |
| #                | Candidato                 |
| ---------------- | ------------------------- |
| 1                | Ian Brossat               |
| 2                | Marie-Hélène Bourlard     |
| 3                | Patrick Le Hyaric         |
| 4                | Marie-Pierre Vieu         |
| 5                | Mamoudou Bassoum          |
| 6                | Julie Pontalba (PCR)      |
| 7                | Anthony Gonçalves         |
| 8                | Maryam Madjidi            |
| 9                | Arthur Hay                |
| 10               | Barbara Filhol            |
| 11               | Franck Saillot            |
| 12               | Claire Cemile Renkliçay   |
| 13               | Michel Jallamion (R&S)    |
| 14               | Sophia Hocini             |
| 15               | Stanislas Baugé           |
| 16               | Manuela Dona              |
| 17               | Michel Branchi (PCM)      |
| 18               | Elina Dumont              |
| 19               | Benjamin Amar             |
| 20               | Sarah Chaussy             |
| 21               | Loïc Pen                  |
| 22               | Christine Mequignon       |
| 23               | Pascal Pontac             |
| 24               | Michèle Picard            |
| 25               | Ralph Blindauer           |
| 26               | Anne-Laure Perez          |
| 27               | Franck Mérouze            |
| 28               | Marianne Journiac (R&S)   |
| 29               | Belaïde Bedreddine        |
| 30               | Amandine Miguel           |
| 31               | Nacim Bardi               |
| 32               | Cinderella Bernard        |
| 33               | Jean-Luc Bou              |
| 34               | Isabelle Liron            |
| 35               | Dominique Pani            |
| 36               | Hülliya Turan             |
| 37               | Khaled Bouchajra          |
| 38               | Katja Krüger              |
| 39               | Pierre Lacaze             |
| 40               | Aïcha Dabale              |
| 41               | Jean Mouzat               |
| 42               | Delphine Piétu            |
| 43               | Denis Lanoy               |
| 44               | Charlotte Blandiot-Faride |
| 45               | Arnaud Petit              |
| 46               | Virginie Neumayer         |
| 47               | Aurélien Gall             |
| 48               | Patricia Tejas            |
| 49               | Aurélien Aramini          |
| 50               | Sandrine Macigno          |
| 51               | Cyrille Bonnefoy          |
| 52               | Émilie Lecroq             |
| 53               | Emmanuel Trigo            |
| 54               | Cathy Apourceau-Poly      |
| 55               | Michel Stefani            |
| 56               | Lucie Martin              |
| 57               | Youssef Ben Amar          |
| 58               | Christelle Dumont         |
| 59               | Sébastien Nugou           |
| 60               | Laetitia Maure            |
| 61               | David Blaise              |
| 62               | Lamya Kirouani            |
| 63               | Aurélien Crifo            |
| 64               | Maryline Lucas            |
| 65               | Yves Dévédec              |
| 66               | Mina Idir                 |
| 67               | Glenn Le Saout            |
| 68               | Geneviève De Gouveia      |
| 69               | Alain Pagano              |
| 70               | Sandra Blaise             |
| 71               | Edmond Baudoin            |
| 72               | Ghislaine Noirault        |
| 73               | Florian Monteil           |
| 74               | Nathalie Fabre            |
| 75               | Frédéric Boulanger        |
| 76               | Cécile Cukierman          |
| 77               | Gilbert Garrel            |
| 78               | Odette Nilès              |
| 79               | André Chassaigne          |

Em 1º de dezembro de 2017, Pierre Laurent, líder e secretário nacional do Partido Comunista Francês (PCF), afirmou que queria reunir "o maior grupo de partidos de esquerda possível" para as eleições europeias de 2019, lançando um apelo a Jean-Luc Mélenchon, líder da França Insubmissa, e Benoît Hamon do Génération.s para "trabalhar juntos" antes de tomar uma decisão em março de 2018. O conselho nacional do PCF aprovou em 30 e 31 de março o princípio de uma "plataforma comum", incluindo vários grupos de esquerda, bem como membros da sociedade civil e intelectuais, buscando adiar a questão da estratégia do partido e alianças potenciais. Em 3 de junho, Ian Brossat, vice-prefeito de Paris,  responsável pela questão da moradia na gestão de Anne Hidalgo, foi selecionado como líder da lista do PCF nas eleições europeias de 2019. Enquanto ele indicava uma abertura contínua para alianças com outros partidos, ele notou que a França Insubmissa nunca sinalizou apoio para tal parceria. Em 14 de junho, o PCF convocou uma lista comum de esquerda em uma carta aberta dirigida aos partidos Europa Ecologia - Os Verdes (EELV), Ensemble !, França Insubmissa, Esquerda Democrática e Social (GDS), Génération.s, Novo Acordo (New Deal), Novo Partido Anticapitalista (NPA), Partido Comunista dos Trabalhadores da França (PCOF), Partido de Esquerda (PG) e a República e o Socialismo, mas excluíram o Partido Socialista (PS). Em 17 de dezembro, Brossat indicou que ele esperava ter os coletes amarelos em sua lista eleitoral em 2019, a ser revelado pelo conselho nacional do partido em 26 de janeiro. Fabien Roussel, recentemente eleito líder do partido, indicou que não apoiava necessariamente a ideia de uma lista comum dada a variedade de tendências representadas por cada um dos partidos da esquerda, e também indicou que uma aliança com Hamon só ocorreria se ele entrasse na lista liderada por Brossat.

### França Insubmissa
| Lista do partido | Lista do partido         |
| #                | Candidato                |
| ---------------- | ------------------------ |
| 1                | Manon Aubry              |
| 2                | Manuel Bompard           |
| 3                | Leïla Chaibi             |
| 4                | Younous Omarjee          |
| 5                | Anne-Sophie Pelletier    |
| 6                | Emmanuel Maurel          |
| 7                | Marina Mesure            |
| 8                | Gabriel Amard            |
| 9                | Farida Amrani            |
| 10               | Bernard Borgialli        |
| 11               | Laurence Lyonnais        |
| 12               | Benoit Schneckenburger   |
| 13               | Pascale Le Néouannic     |
| 14               | Thomas Guénolé           |
| 15               | Manon Le Bretton         |
| 16               | Sergio Coronado          |
| 17               | Evelyne Becker           |
| 18               | Frédéric Viale           |
| 19               | Catherine Coutard        |
| 20               | Matthias Tavel           |
| 21               | Céline Boussié           |
| 22               | Philippe Juraver         |
| 23               | Céline Léger             |
| 24               | Sébastien Delogu         |
| 25               | Sophie Rauszer           |
| 26               | Romain Dureau            |
| 27               | Jeanne Chevalier         |
| 28               | Landry Ngang             |
| 29               | Prune Helfter-Noah       |
| 30               | Julien Poix              |
| 31               | Carole Mare              |
| 32               | Rhany Slimane            |
| 33               | Marie-Laure Darrigade    |
| 34               | Mauricio Garcia-Pereira  |
| 35               | Nadège Montout           |
| 36               | William Martinet         |
| 37               | Nathalie Bourras         |
| 38               | Jim Delémont             |
| 39               | Karine Varasse           |
| 40               | Laurent Thérond          |
| 41               | Marie Duret-Pujol        |
| 42               | Kamel Bendjeguellal      |
| 43               | Magali Waechter          |
| 44               | Pierre-Edouard Pialat    |
| 45               | Malika Haddad-Grosjean   |
| 46               | Serge Buchet             |
| 47               | Paméla Hocini            |
| 48               | Jean-Marie Brom          |
| 49               | Karin Fischer            |
| 50               | Éric Degenne             |
| 51               | Edith James              |
| 52               | Gaëtan Escorbiac         |
| 53               | Elisabeth Chavanne       |
| 54               | Paul Zilmia              |
| 55               | Laëtitia Pison           |
| 56               | Philippe de Laporte      |
| 57               | Elisabeth Jutel          |
| 58               | Alain Dontaine           |
| 59               | Catherine Poggi-Aubry    |
| 60               | Gilles Reynaud           |
| 61               | Laure Manesse            |
| 62               | Jean-Louis Boutevin      |
| 63               | Inès Muriot              |
| 64               | Nicolas Guillet          |
| 65               | Julie Garnier            |
| 66               | Thomas Champigny         |
| 67               | Anne-Sophie Ligniert     |
| 68               | Yannick Bedin            |
| 69               | Christine Piguel-Coutard |
| 70               | Anthony Gratacos         |
| 71               | Sonia Naffati            |
| 72               | Eric Lytwyn              |
| 73               | Murielle Kosman          |
| 74               | Julian Augé              |
| 75               | Astrid Morin             |
| 76               | Christian Benedetti      |
| 77               | Isabelle Michaud         |
| 78               | Jean-Luc Mélenchon       |
| 79               | Charlotte Girard         |

Na convenção do movimento em 25 de novembro de 2017, Jean-Luc Mélenchon anunciou que a França Insubmissa apresentaria uma lista em 2019 sob o slogan Europa Insubmissa (L'Europe Insoumise). Ele acrescentou que considerou as eleições de 2019 como um "referendo sobre a questão europeia", dizendo "devemos romper as correntes, sair dos tratados orçamentários europeus que foram preparados e assinados por Sarkozy e, mais tarde, Hollande", alegando que os textos "empurram o continente inteiro em miséria e guerra". Ele também especulou sobre uma possível aliança com o Podemos na Espanha, bem como com os seus outros amigos em toda a Europa, se fossem implementadas listas transnacionais, com o movimento negociando uma aliança com o espanhol Podemos e o português Bloco de Esquerda em Lisboa em 12 de abril. A nível nacional, Mélenchon continuou a recusar qualquer aliança tanto com o movimento de Hamon quanto com o Partido Comunista Francês (PCF). Mélenchon pretendia fazer da eleição um duelo entre o seu partido e o de Macron com uma mensagem soberanista, representando uma repreensão à Comissão Europeia e à OTAN. Em 11 de março de 2018, ele anunciou que não seria candidato em 2019 e indicou uma abertura para negociações com outros partidos, embora tenha recusado abandonar as suas opiniões sobre a Europa.
O movimento publicou uma lista desordenada de candidatos em 5 de junho, com Charlotte Girard e Manuel Bompard, garantindo como os líderes da lista, no primeiro e segundo lugares, respectivamente, e Younous Omarjee como o único eurodeputado. O movimento recebeu 637 pedidos de inscrição na lista nacional, dos quais 506 foram submetidos por homens e 131 por mulheres; o comitê eleitoral assegurou então a paridade social, geográfica e política dos candidatos nos dias 2 e 3 de junho, que foi um desafio dado os desequilíbrios existentes (apenas um trabalhador e a região Île-de-France super-representada). A lista resultante foi então submetida aos membros do movimento para feedback até julho, quando a lista foi classificada, com outras 9 vagas na lista deixados vazios, destinados a membros da sociedade civil, sindicatos e associações. Em 4 de julho, após uma reunião do comitê eleitoral em 30 de junho, o movimento publicou uma lista atualizada composta por 33 homens e 33 mulheres, com 13 vagas reservadas para membros da sociedade civil.
A lista produzida pelo comitê eleitoral foi recebida com críticas por ativistas insatisfeitos, incluindo Liêm Hoang-Ngoc dos "Socialistas Insubordinados", que "suspenderam" a participação de seu movimento; a ex-membro do comitê eleitoral, Lilian Guelfi, que denunciou o suposto favoritismo de Manuel Bompard; e Sarah Soilihi e François Cocq, que retiraram suas candidaturas após sua publicação. Djordje Kuzmanovic, um dos candidatos que estavam na 1ª lista elaborada, deixou o movimento em novembro, após comentários sexistas, o que provocou sua remoção da lista. No entanto, a consulta aos membros do movimento entre 4 a 20 de julho resultou na sua aprovação por 86,97% dos participantes. Depois que Emmanuel Maurel e Marie-Noëlle Lienemann anunciaram sua saída do Partido Socialista em meados de outubro, Mélenchon indicou que eles poderiam fazer parte na lista da FI em 2019, embora tenha dito que cabe ao comitê eleitoral do movimento decidir e também repreender Julien Dray, outra figura de esquerda dentro do PS, porque ele estava muito próximo a Hollande. Maurel e Lienemann planejam formar um novo partido político no início de 2019, muito próximo ao Movimento Republicano e Cidadão (MRC). Em 15 de outubro, Jean-Luc Laurent, presidente do MRC, anunciou que se aliaria à dupla para trabalhar em direção a uma lista comum com o movimento França Insumbmissa em 2019, e em 24 de outubro Mélenchon confirmou sua intenção de uma aliança, e Maurel confirmou que ele deixaria em breve o grupo social-democrata no Parlamento Europeu.
No dia 15 de novembro, Charlotte Girard confirmou que não lideraria a lista nem seria candidata em 2019, escrevendo que o que era exigido dela para liderar uma campanha e ser uma eurodeputada estava em conflito com a sua vida pessoal e profissional; mencionando as "condições organizacionais" do movimento, ela aparentemente se referiu a ela sendo marginalizada dentro do movimento. Em 9 de dezembro, o movimento votou oficialmente a aprovação de uma lista de 79 candidatos e designou Manon Aubry, uma especialista em evasão fiscal de 29 anos e porta-voz da Oxfam France, como líder da lista do movimento nas eleições de 2019. Manuel Bompard, diretor de campanha, ficou em segundo lugar na lista, seguido por Leïla Chaibi e pelo eurodeputado Younous Omarjee. Emmanuel Maurel, que deixou o Partido Socialista para fazer uma aliança com o movimento, foi o sexto da lista, com Mélenchon aparecendo na lista num simbólico penúltimo lugar e Charlotte Girard na última posição. De acordo com Manon Aubry, a lista deles incluía vários participantes dos coletes amarelos.

### Génération.s
| Lista do partido | Lista do partido         | Lista do partido | Lista do partido |
| #                | Candidate                | Party            | Party            |
| ---------------- | ------------------------ | ---------------- | ---------------- |
| 1                | Benoît Hamon             |                  | Génération.s     |
| 2                | Sarah Soilihi            |                  | G.s              |
| 3                | Guillaume Balas          |                  | G.s              |
| 4                | Isabelle Thomas          |                  | G.s              |
| 5                | Salah Amokrane           |                  | G.s              |
| 6                | Françoise Sivignon       |                  | G.s              |
| 7                | Éric Pliez               |                  | G.s              |
| 8                | Emmanuelle Justum        |                  | DémE             |
| 9                | Pierre Serne             |                  | G.s              |
| 10               | Sabrina Benmokhtar       |                  | G.s              |
| 11               | Sébastien Peytavie       |                  | G.s              |
| 12               | Zerrin Bataray           |                  | G.s              |
| 13               | Jérôme Vérité            |                  | G.s              |
| 14               | Corrine Acheriaux        |                  | G.s              |
| 15               | Stéphane Saubusse        |                  | G.s              |
| 16               | Roxane Lundy             |                  | G.s              |
| 17               | Michel Pouzol            |                  | G.s              |
| 18               | Laura Slimani            |                  | G.s              |
| 19               | Jacques Terrenoire       |                  | DémE             |
| 20               | Alice Brauns             |                  | G.s              |
| 21               | Arash Saeidi             |                  | G.s              |
| 22               | Naïma Charaï             |                  | G.s              |
| 23               | Alain Bénard             |                  | G.s              |
| 24               | Camille Bordes           |                  | G.s              |
| 25               | Miloud Otsmane           |                  | G.s              |
| 26               | Valérie de Saint-Do      |                  | DémE             |
| 27               | Joao Cunha               |                  | G.s              |
| 28               | Anne-Marie Luciani       |                  | G.s              |
| 29               | Bastien Recher           |                  | G.s              |
| 30               | Ouassila Messaoudi       |                  | G.s              |
| 31               | Atte Oksanen             |                  | G.s              |
| 32               | Colette Marie            |                  | G.s              |
| 33               | Frédéric Laroche         |                  | DémE             |
| 34               | Marie Sauts              |                  | G.s              |
| 35               | Laurent Taton            |                  | G.s              |
| 36               | Claire Chahnez Schmitt   |                  | G.s              |
| 37               | Laurent Limousin         |                  | G.s              |
| 38               | Karen Aubert             |                  | G.s              |
| 39               | Gilles Le Gall           |                  | G.s              |
| 40               | Céline Jouin             |                  | DémE             |
| 41               | Grégoire Verrière        |                  | G.s              |
| 42               | Clémentine Vazquez       |                  | G.s              |
| 43               | Thibaud Guillemet        |                  | G.s              |
| 44               | Nathalie Bernard         |                  | G.s              |
| 45               | Lucien Fontaine          |                  | G.s              |
| 46               | Sarah Ecoffet-Chartier   |                  | G.s              |
| 47               | Nicola Bertoldi          |                  | DémE             |
| 48               | Sheila Farrel McCarron   |                  | [G.s             |
| 49               | Yann Delmon-Plantadis    |                  | G.s              |
| 50               | Emmanuelle Rasseneur     |                  | G.s              |
| 51               | Damien Landini           |                  | G.s              |
| 52               | Danièle Carnino          |                  | G.s              |
| 53               | Jean-Yves Billoré-Tennah |                  | G.s              |
| 54               | Isabell Scheele          |                  | DémE             |
| 55               | Paul Bron                |                  | G.s              |
| 56               | Sophie Dupressoir        |                  | G.s              |
| 57               | Nicolas Dessaux          |                  | DémE             |
| 58               | Emmanuelle Trocadero     |                  | G.s              |
| 59               | Sébastien Mortreau       |                  | G.s              |
| 60               | Sandrine Lelandais       |                  | G.s              |
| 61               | Morgan Buisson           |                  | G.s              |
| 62               | Marianna Pastore         |                  | DémE             |
| 63               | Jan Kasnik               |                  | G.s              |
| 64               | Catherine Pagan          |                  | G.s              |
| 65               | Hugues Meyer             |                  | G.s              |
| 66               | Océane Legrand           |                  | G.s              |
| 67               | Romain Queffelec         |                  | G.s              |
| 68               | Mariam Maman             |                  | G.s              |
| 69               | Fabien Pic               |                  | DémE             |
| 70               | Alice Bosler             |                  | G.s              |
| 71               | Emmanuel Hugot           |                  | G.s              |
| 72               | Marianne Dufour          |                  | DémE             |
| 73               | Vincent Gatel            |                  | G.s              |
| 74               | Pauline Langlois         |                  | G.s              |
| 75               | Serge Méry               |                  | G.s              |
| 76               | Mélanie Russo            |                  | G.s              |
| 77               | Alistair Connor          |                  | DémE             |
| 78               | Marie Vacherot           |                  | G.s              |
| 79               | Édouard Martin           |                  | G.s              |

Em 21 de janeiro de 2018, Benoît Hamon anunciou ao lado do ex-ministro das finanças da Grécia Yanis Varoufakis que o partido Générations disputaria as eleições europeias de 2019, pretendendo criar listas anti-austeridade com um programa comum em toda a Europa. No dia 10 de março, Hamon pediu a criação da "primeira lista transnacional pan-europeia" juntamente com o partido Razem da Polônia, o partido Alternativa da Dinamarca e o partido LIVRE de Portugal, com um manifesto comum publicado em junho. O movimento procurou imitar o sucesso dos Verdes nas eleições de 2009, incluindo figuras bem conhecidas da sociedade civil, e comunicáveis com os Verdes e o PCF, mesmo se a possibilidade de uma aliança entre os três fosse considerada improvável. Hamon declarou em uma entrevista publicada em 17 de março que o líder da lista seria "escolhido democraticamente pelos membros" do movimento.
Hamon convidou Élise Lucet, apresentadora do programa Cash Investigation do canal France 2, para liderar a lista do movimento nas eleições europeias; no entanto, Hamon não conseguiu contatá-la, e Lucet insistiu que ela permaneceria livre de qualquer lealdade política. Audrey Pulvar também foi contatada, mas indicou que ela não estava interessada, como também Christiane Taubira, que também foi abordada pelos socialistas e verdes. Noël Mamère permaneceu como um possível "candidato de consenso" em uma aliança com os Verdes, dada a sua participação em ambas as formações. No entanto, Mamère anunciou em 25 de junho que não concorreria às eleições europeias de 2019. Em 1º de outubro, Hamon admitiu em particular com vários jornalistas que ele provavelmente seria um candidato e lideraria a lista do Génération.s em 2019, com relatórios em 4 de outubro parecendo corroborar essa expectativa. O movimento permaneceu aberto a alianças, não apenas com o PCF, mas também com uma lista potencial envolvendo Raphaël Glucksmann. Em 29 de outubro, o movimento lançou seu pedido de candidaturas para candidatos potenciais da sociedade civil, recebendo de 300 a 400 pedidos até 9 de novembro.
Em uma entrevista publicada no Le Monde em 6 de dezembro, Hamon confirmou que ele seria o principal candidato de uma "aliança cidadã", ainda esperando se aliar a outros movimentos à esquerda, mas em 7 de janeiro de 2019 fechou a porta a uma aliança com o Partido Socialista, desde que continuasse a fazer parte do Partido Socialista Europeu (PSE). Le Journal du Dimanche informou que os principais candidatos incluiriam os eurodeputados Guillaume Balas e Isabelle Thomas, a ex-membro do França Insubmissa Sarah Soilihi, a porta-voz Aurore Lalucq e o ativista comunitário Salah Amokrane. Em meados de Novembro, o eurodeputado do movimento, Édouard Martin, confirmou que não disputaria um segundo mandato. Em 23 de janeiro de 2019, Hamon propôs que os partidos divididos à esquerda condicionassem a aliança a apoiar a candidatura de Varoufakis como Presidente da Comissão Europeia.

### Partido Socialista
| Lista do partido | Lista do partido             | Lista do partido | Lista do partido |
| #                | Candidato                    | Partido          | Partido          |
| ---------------- | ---------------------------- | ---------------- | ---------------- |
| 1                | Raphaël Glucksmann           |                  | PP               |
| 2                | Sylvie Guillaume             |                  | PS               |
| 3                | Éric Andrieu                 |                  | PS               |
| 4                | Aurore Lalucq                |                  | PP               |
| 5                | Pierre Larrouturou           |                  | ND               |
| 6                | Nora Mebarek                 |                  | PS               |
| 7                | Christophe Clergeau          |                  | PS               |
| 8                | Aziliz Gouez                 |                  | PP               |
| 9                | Jean-Marc Germain            |                  | PS               |
| 10               | Nadège Désir                 |                  | PRG              |
| 11               | Jérôme Karsenti              |                  | PP               |
| 12               | Pernelle Richardot           |                  | PS               |
| 13               | Roger Vicot                  |                  | PS               |
| 14               | Karine Gloanec Maurin        |                  | PS               |
| 15               | Raphaël Pitti                |                  | PP               |
| 16               | Violaine Lucas               |                  | PP               |
| 17               | Philippe Naillet             |                  | PS               |
| 18               | Forough Salami-Dadkhah       |                  | PS               |
| 19               | Saïd Benmouffok              |                  | PP               |
| 20               | Maylis Lavau-Malfroy         |                  | ND               |
| 21               | Laurent Baumel               |                  | PS               |
| 22               | Marine Mazel                 |                  | PP               |
| 23               | Arnaud Hadrys                |                  | PS               |
| 24               | Marion Boidot                |                  | PP               |
| 25               | Frédéric Pic                 |                  | ND               |
| 26               | Béatrice Bellay              |                  | PS               |
| 27               | Jérôme Quéré                 |                  | PP               |
| 28               | Aline Blancher Mouquet       |                  | ND               |
| 29               | Rémi Cardon                  |                  | PS               |
| 30               | Véronique Brom               |                  | PP               |
| 31               | Mickaël Vincent              |                  | PS               |
| 32               | Pascale Bousquet-Pitt        |                  | PS               |
| 33               | David Sanchez-David          |                  | ND               |
| 34               | Gabrielle Siry               |                  | PS               |
| 35               | Maxime Zucca                 |                  | PP               |
| 36               | Cécilia Gondard              |                  | PS               |
| 37               | Gaëtan Sen Gupta             |                  | PP               |
| 38               | Charlotte Picard             |                  | PS               |
| 39               | Éric Sargiacomo              |                  | PS               |
| 40               | Julie Lesage                 |                  | PS               |
| 41               | Damien Mazeau                |                  | PP               |
| 42               | Marie-Thérèse Mantoni        |                  | ND               |
| 43               | Christophe Fouillère         |                  | PS               |
| 44               | Myriam El-Yassa              |                  | PS               |
| 45               | Arnaud Lelache               |                  | ND               |
| 46               | Céline Véron-Pierrard        |                  | PP               |
| 47               | Flavien Cartier              |                  | PS               |
| 48               | Sandrine Hernandez           |                  | PP               |
| 49               | François Chemin              |                  | PS               |
| 50               | Athénaïs Kouidri             |                  | PS               |
| 51               | Cyril Fonrose                |                  | PS               |
| 52               | Christine Mouton-Cypriani    |                  | ND               |
| 53               | Timothée Schmidt             |                  | PP               |
| 54               | Mireille Murawski            |                  | PS               |
| 55               | Jean-Bernard Estrade         |                  | ND               |
| 56               | Nicole Lozano                |                  | ND               |
| 57               | Fabrice de Comarmond         |                  | PS               |
| 58               | Nathalie De Oliveira         |                  | PS               |
| 59               | Aleksander Glogowski         |                  | PS               |
| 60               | Maryline Chatelon            |                  | PS               |
| 61               | Zbyslaw Adamus               |                  | ND               |
| 62               | Valérie Doubinsky            |                  | PP               |
| 63               | Alain Girard                 |                  | ND               |
| 64               | Béatrice Hakni-Robin         |                  | PS               |
| 65               | Paul Cadre                   |                  | PP               |
| 66               | Elisabeth Humbert-Dorfmüller |                  | PS               |
| 67               | Uisant Créquer               |                  | ND               |
| 68               | Chantal Jeoffroy             |                  | PS               |
| 69               | Frédéric Engelmann           |                  | PS               |
| 70               | Elyne Etienne                |                  | PP               |
| 71               | Antoine Guillou              |                  | PS               |
| 72               | Angèle Riglet                |                  | PP               |
| 73               | Sacha Rousseaux              |                  | PS               |
| 74               | Anne Hessel                  |                  | ND               |
| 75               | Hugo Da Costa                |                  | PS               |
| 76               | Corinne Baro                 |                  | ND               |
| 77               | Frédéric Orain               |                  | PS               |
| 78               | Claire Nouvian               |                  | PP               |
| 79               | Bruno Van Peteghem           |                  | PP               |

De acordo com um artigo publicado no Le Figaro em 22 de novembro de 2017, Najat Vallaud-Belkacem sugeriu seu nome para liderar a lista do Partido Socialista (PS) nas eleições europeias de 2019, condicionada à sua participação na liderança, mas membros do partido, incluindo Olivier Faure, negaram esta possibilidade, e ela se recusou a candidatar-se. Pierre Moscovici foi sugerido como um potencial líder de lista, embora muitos dentro do partido se opusessem à sua candidatura, e ele não desistiu de ser candidato em 4 de outubro de 2018. Em 11 de fevereiro, Stéphane Le Foll descartou liderar a lista, mesmo se eleito para liderar o partido, como fez Faure após sua eleição como Primeiro-Secretário do PS. Christiane Taubira também teria recusado quando oferecido para liderar a lista. Christian Eckert também relatou que ele estava "disponível" para liderar a lista do PS, mas depois se recusou a concorrer, embora Julien Dray tenha declarado sua candidatura.
Em 7 de agosto, o jornal Le Figaro revelou que Olivier Faure convidou Paul Magnette, ex-líder do Partido Socialista belga, a liderar a lista do PS francês; Magnette, no entanto, recusou em 17 de agosto de argumentando sua vontade de concorrer a reeleição como prefeito de Charleroi nas eleições de 2018. Emmanuel Maurel também foi convidado para liderar a lista
, e não descartou a possibilidade na época. O ex-presidente François Hollande também foi convidado para liderar a lista, mas recusou, como fez o ex-primeiro ministro Bernard Cazeneuve. Em 8 de outubro, Le Figaro informou que o MEP Eric Andrieu que estava deixando o cargo era um possível candidato para liderar a lista do PS, assim como Christine Revault d'Allonnes, que anunciou sua candidatura em 11 de outubro. Gabrielle Siry, Ségolène Neuville e Sylvie Guillaume também são consideradas líderes em potencial. No início de outubro, Faure procurou pedir a Ségolène Royal para liderar a lista, mas ela definitivamente descartou a possibilidade em 4 de novembro, mas também entreteve a possibilidade de liderar sua própria lista à esquerda. Jean-Christophe Cambadélis também foi convidado, mas recusou também. O PS recebeu 215 pedidos de candidatura oficiais do partido até 26 de outubro, com um comitê eleitoral presidido por Pierre Jouvet para avaliar potenciais chefes de listas e candidatos.
Em preparação para as eleições, o PS estava esboçando sua plataforma em maio. Uma "plataforma colaborativa digital" (laruchesocialiste.fr), foi lançada para a ocasião e permitiu que os apoiadores submetessem e votassem em propostas para a Europa, mas só obtiveram 337 respostas de 272 pessoas em dois meses. Os desacordos na ala esquerda do partido sobre a forma final do programa persistiram até setembro, apesar dos compromissos de criar um "intergrupo" de esquerda ecologista no Parlamento Europeu, e suspender quaisquer novos tratados de comércio livre e votar contra o Acordo Integral de Economia e Comércio com o Canadá. O texto marcou uma nova abordagem para o PS, argumentando em favor de mais controles sociais e ambientais nos acordos comerciais, uma revisão dos tratados europeus liderados pela esquerda e maior clemência em direito da concorrência para favorecer o "campeão europeu de energia". Faure também afirmou que o PS não apoiaria a candidatura de Frans Timmermans como Spitzenkandidat. Em entrevista ao Le Monde publicada em 12 de Outubro, Maurel saiu do PS e o castigou o fracasso do partido em representar o socialismo, logo seguido por Marie-Noëlle Lienemann, que no dia seguinte, com a criação de um novo partido de esquerda no início de 2019, a Esquerda Republicana e Socialista (GRS), junto ao Movimento Republicano e Cidadão (MRC).
Em 15 de dezembro de 2018, no final de uma reunião do PS, Faure pela primeira vez propôs que o partido participasse de um "comício" de forças à esquerda e de uma lista comum em 11 de janeiro, Faure indicou que ele estaria pronto para liderar a lista do PS, se necessário. Raphael Glucksmann, que co-fundou o movimento Place Publique em um esforço para unir a esquerda, teria oferecido o cargo de candidato principal. Em 13 de fevereiro, o escritório nacional do partido aprovou os planos de Faure de buscar uma aliança com a Place Publique, e Glucksmann anunciou oficialmente sua intenção de liderar uma lista nas eleições europeias de 15 de março; como resultado, a jornalista Léa Salamé, da France 2, teria um conflito de interesses em continuar seu relacionamento com ele. Em 16 de março, o conselho nacional do PS votou para designar Glucksmann como candidato principal, com 128 votos a favor, 5 contra e 35 abstenções (incluindo Le Foll e Carvounas). A lista será composta por metade da lista de candidatos e metade do público e exigirá a aprovação de um voto da cúpula do partido em 2 de abril. Esta será a primeira vez desde 1979 que o PS vai liderar a sua própria lista nas eleições europeias. A decisão de se aliar ao PS levou Thomas Porcher a deixar o movimento Place Publique.
A eurodeputada Sylvie Guillaume pode aparecer em segundo na lista, seguida por Pierre Larrouturou (do partido Novo Acordo), em terceiro ou quinto, e o atual eurodeputado Éric Andrieu, entre os dez primeiros lugares. Claire Nouvian, Gabrielle Siry e Anne Hessel também devem aparecer na lista. O Novo Acordo anunciou oficialmente seu apoio à lista em 18 de março, assim como a ex-porta-voz do movimento Génération.s, Aurore Lalucq.

### Europa Ecologia - Os Verdes
| Lista do partido (07/03/2019) | Lista do partido (07/03/2019) | Lista do partido (07/03/2019) | Lista do partido (07/03/2019) |
| #                             | Candidato                     | Party                         | Party                         |
| ----------------------------- | ----------------------------- | ----------------------------- | ----------------------------- |
| 1                             | Yannick Jadot                 |                               | EELV                          |
| 2                             | Michèle Rivasi                |                               | EELV                          |
| 3                             | Damien Carême                 |                               | EELV                          |
| 4                             | Marie Toussaint               |                               | EELV                          |
| 5                             | David Cormand                 |                               | EELV                          |
| 6                             | Karima Delli                  |                               | EELV                          |
| 7                             | Mounir Satouri                |                               | EELV                          |
| 8                             | Caroline Roose                |                               | AEI                           |
| 9                             | François Alfonsi              |                               | R&PS                          |
| 10                            | Salima Yenbou                 |                               | AEI                           |
| 11                            | Benoît Biteau                 |                               | SE                            |
| 12                            | Gwendoline Delbos-Corfield    |                               | EELV                          |
| 13                            | Claude Gruffat                |                               | SE                            |
| 14                            | Lydie Massard                 |                               | R&PS                          |
| 15                            | François Thiollet             |                               | EELV                          |
| 16                            | Julie Laernoes                |                               | EELV                          |
| 17                            | Jean-Laurent Félizia          |                               | EELV                          |
| 18                            | Sophie Bussière               |                               | EELV                          |
| 19                            | Alexis Tiouka                 |                               | SE                            |
| 20                            | Catherine Hervieu             |                               | EELV                          |
| 21                            | Guillaume Cros                |                               | EELV                          |
| 22                            | Leyla Binici                  |                               | EELV                          |
| 23                            | Abdallah Benbetka             |                               | EELV                          |
| 24                            | Ashley Sylvain                |                               | SE                            |
| 25                            | William Lajeanne              |                               | EELV                          |
| 26                            | Amandine Crambes              |                               | SE                            |
| 27                            | Grégory Doucet                |                               | EELV                          |
| 28                            | Geneviève Payet               |                               | EELV                          |
| 29                            | Ghislain Wysocinski           |                               | AEI                           |
| 30                            | Christine Juste               |                               | EELV                          |
| 31                            | Vago                          |                               | SE                            |
| 32                            | Sylvie Cassou                 |                               | EELV                          |
| 33                            | Guy Harau                     |                               | EELV                          |
| 34                            | Amélie Cervello               |                               | R&PS                          |
| 35                            | Kader Chibane                 |                               | EELV                          |
| 36                            | Vago                          |                               | SE                            |
| 37                            | Pascal Clouaire               |                               | EELV                          |
| 38                            | Anna Maillard                 |                               | EELV                          |
| 39                            | Christian Lammens             |                               | EELV                          |
| 40                            | Vago                          |                               | SE                            |
| 41                            | François Nicolas              |                               | EELV                          |
| 42                            | Mireille Alphonse             |                               | EELV                          |
| 43                            | Jérôme Orvain                 |                               | EELV                          |
| 44                            | Marie-Neige Houchard          |                               | EELV                          |
| 45                            | Vago                          |                               | SE                            |
| 46                            | Brigitte Fournié-Turquin      |                               | EELV                          |
| 47                            | Mathieu Theurier              |                               | EELV                          |
| 48                            | Sylvie Fare                   |                               | EELV                          |
| 49                            | Théo Garcia                   |                               | JE                            |
| 50                            | Christine Arrighi             |                               | EELV                          |
| 51                            | Olivier Longeon               |                               | EELV                          |
| 52                            | Marie-Agnès Peltier           |                               | EELV                          |
| 53                            | Vago                          |                               | SE                            |
| 54                            | Daphné Raveneau               |                               | EELV                          |
| 55                            | Farid Djabali                 |                               | EELV                          |
| 56                            | Mélanie Vogel                 |                               | EELV                          |
| 57                            | Nelson Palis-Niermann         |                               | EELV                          |
| 58                            | Florence Cerbaï               |                               | EELV                          |
| 59                            | Antoine Tifine                |                               | JE                            |
| 60                            | Morgan-Stanisława Briand      |                               | EELV                          |
| 61                            | Jean-François Blanco          |                               | EELV                          |
| 62                            | Anne-Marie Hautant            |                               | R&PS                          |
| 63                            | Nicolas Bonnet                |                               | EELV                          |
| 64                            | Jeannie Tremblay              |                               | EELV                          |
| 65                            | Aurélien Boulé                |                               | R&PS                          |
| 66                            | Sybille Jannekeyn             |                               | EELV                          |
| 67                            | François Desriaux             |                               | EELV                          |
| 68                            | Mathilde Tessier              |                               | JE                            |
| 69                            | François Dufour               |                               | EELV                          |
| 70                            | Françoise Coutant             |                               | EELV                          |
| 71                            | Claude Boulanger              |                               | SE                            |
| 72                            | Vago                          |                               | SE                            |
| 73                            | Jean-Yves Grandidier          |                               | SE                            |
| 74                            | Marine Tondelier              |                               | EELV                          |
| 75                            | Dany Karcher                  |                               | SE                            |
| 76                            | Éva Sas                       |                               | EELV                          |
| 77                            | Lucien Betbeder               |                               | R&PS                          |
| 78                            | Eva Joly                      |                               | EELV                          |
| 79                            | José Bové                     |                               | EELV                          |

Em 27 de fevereiro de 2018, o eurodeputado Yannick Jadot declarou que a EELV iria apresentar uma lista independente em 2019. Tanto Jadot como a eurodeputada Michèle Rivasi opuseram-se a uma reaproximação com Hamon como nas eleições presidenciais de 2017. Os atuais eurodeputados José Bové, Eva Joly e Pascal Durand não pretendem disputar um terceiro mandato. Durand, um partidário de Nicolas Hulot, foi visto como aberto a disputar na lista do República em Marcha!, assim como Karima Delli, apesar de negar tais intenções, e em 13 de abril ela expressou seu desejo de liderar a lista do EELV. Outros candidatos que a lista inclui são David Cormand, Julien Bayou, Marie Toussaint e Mounir Satouri. Cécile Duflot descartou a possibilidade de liderar a lista depois de anunciar sua saída da política em 5 de abril. Em 19 de dezembro, Ségolène Royal se ofereceu para se juntar à lista da EELV na segunda posição, embora as mensagens para Jadot fossem recíprocas, e esta rejeitou a proposta no dia seguinte.
Dada a dificuldade em encontrar um potencial líder de lista, Noël Mamère foi nomeado um possível "candidato de consenso" em uma aliança com Hamon, mas depois recusou em 25 de junho. Nos dias 9 e 10 de junho, o conselho federal do partido concordou em apresentar listas provisórias para serem submetidas a um voto dos membros de 11 a 16 de julho, e as linhas gerais dos planos do partido para as eleições de 2019 foram apresentadas de 23 a 25 de agosto. Duas listas possíveis foram criadas - uma liderada por Jadot e a outra por Rivasi - com os nomes de Damien Carême e Julien Bayou removidos após revisões. Em 16 de julho, o partido anunciou que Jadot ganhou a votação com 58,69% dos votos contra 35,59% de Rivasi, tornando-se líder da lista do EELV em 2019. Posteriormente, ele reafirmou que não se aliaria novamente a Hamon nas eleições europeias. Em 23 de setembro, o conselho federal do EELV concordou em colocar Damien Carême, prefeito de Grande-Synthe, em terceiro lugar na lista da EELV, uma mudança a ser aprovada por um voto dos membro do partido. Alexis Tiouka, um ex-representante da ONU para os direitos dos povos indígenas, foi selecionado para fazer parte da lista, tornando-se o primeiro nativo americano a participar de uma lista eleitoral europeia. Em uma entrevista em 25 de fevereiro de 2019, Jadot anunciou a adição do conselheiro regional Benoît Biteau à lista na 11ª posição.
Os Verdes pretendem atrair votos tanto dos ex-socialistas quanto dos eleitores desapontados de Macron, que vêem as políticas de seu governo como muito direitistas Jadot procurou apresentar o EELV como esquerda nem direita, mas de "centro", tentando representar uma ecologia de estilo alemão "pragmática" e criar um "pólo ecologista" em oposição aos pólos "produtivistas" e "populistas", dizendo que "ecologia não é de esquerda". Os Verdes, liderados por Jadot, também revelaram seus planos para um "Novo Acordo Verde", um nome emprestado da esquerda norte-americana, propondo dedicar 100 bilhões de euros a investimentos em energia renovável e isolamento residencial para alcançar 100% de geração de eletricidade a partir de energias renováveis em 20 anos.

### A República Em Marcha!
| Lista do partido | Lista do partido         | Lista do partido | Lista do partido |
| #                | Candidato                | Partido          | Partido          |
| ---------------- | ------------------------ | ---------------- | ---------------- |
| 1                | Nathalie Loiseau         |                  | REM              |
| 2                | Pascal Canfin            |                  | Ex-EELV          |
| 3                | Marie-Pierre Vedrenne    |                  | MoDem            |
| 4                | Jérémy Decerle           |                  | IND              |
| 5                | Catherine Chabaud        |                  | MoDem            |
| 6                | Stéphane Séjourné        |                  | REM              |
| 7                | Fabienne Keller          |                  | Agir             |
| 8                | Bernard Guetta           |                  | IND              |
| 9                | Irène Tolleret           |                  | DVG              |
| 10               | Stéphane Bijoux          |                  | IND              |
| 11               | Sylvie Brunet            |                  | MoDem            |
| 12               | Gilles Boyer             |                  | Ex-LR            |
| 13               | Stéphanie Yon-Courtin    |                  | Ex-LR            |
| 14               | Pierre Karleskind        |                  | REM              |
| 15               | Laurence Despaux-Farreng |                  | MoDem            |
| 16               | Dominique Riquet         |                  | MR               |
| 17               | Véronique Trillet-Lenoir |                  | REM              |
| 18               | Pascal Durand            |                  | Ex-EELV          |
| 19               | Valérie Hayer            |                  | REM              |
| 20               | Christophe Grudler       |                  | MoDem            |
| 21               | Chrysoula Zacharopoulou  |                  | IND              |
| 22               | Sandro Gozi              |                  | PD (Itália)      |
| 23               | Ilana Cicurel            |                  | REM              |
| 24               | Max-Léo Orville          |                  | MoDem            |
| 25               | Catherine Amalric        |                  | MR               |
| 26               | Guy Lavocat              |                  | REM              |
| 27               | Charline Mathiaut        |                  | MoDem            |
| 28               | Xavier Fournier          |                  | Agir             |
| 29               | Nawel Rafik-Elmrini      |                  | REM              |
| 30               | Mao Péninou              |                  | REM              |
| 31               | Guilmine Eygun           |                  | REM              |
| 32               | Dominique Despras        |                  | MoDem            |
| 33               | Henriette Diadio-Dasylva |                  | MR               |
| 34               | Tearii Alpha             |                  | Tapura           |
| 35               | Gwendoline Chaudoir      |                  | Agir             |
| 36               | Louis de Redon           |                  | MoDem            |
| 37               | Sarah Cabarrus Déroche   |                  | REM              |
| 38               | Édouard Détrez           |                  | IND              |
| 39               | Marthe Marti             |                  | MoDem            |
| 40               | Pierre Marc              |                  | REM              |
| 41               | Stéphanie Villemin       |                  | REM              |
| 42               | Pascal Martin            |                  | Agir             |
| 43               | Sophie Segond            |                  | REM              |
| 44               | Pierre-Jean Baty         |                  | MoDem            |
| 45               | Najat Akodad             |                  | REM              |
| 46               | Patrick Debruyne         |                  | MoDem            |
| 47               | Sophie Tubiana           |                  | MR               |
| 48               | Didier Medori            |                  | MoDem            |
| 49               | Irène Eulriet            |                  | Agir             |
| 50               | David Vaillant           |                  | REM              |
| 51               | Anne Terlez              |                  | MoDem            |
| 52               | Harald Bock              |                  | IND              |
| 53               | Claire Robert            |                  | IND              |
| 54               | Michel Cegielski         |                  | MR               |
| 55               | Jacqueline Ferrari       |                  | UDE              |
| 56               | Christophe Steger        |                  | MoDem            |
| 57               | France Mochel            |                  | REM              |
| 58               | Pascal Henriat           |                  | MoDem            |
| 59               | Kinga Igloi              |                  | IND              |
| 60               | Philippe Gudin           |                  | REM              |
| 61               | Catherine Michaud        |                  | MR               |
| 62               | Georges Pereira          |                  | REM              |
| 63               | Marina Ferrari           |                  | MoDem            |
| 64               | Jérémy Haddad            |                  | AC               |
| 65               | Anne Macey               |                  | REM              |
| 66               | Pierre-Olivier Carel     |                  | MoDem            |
| 67               | Julia Clavel             |                  | REM              |
| 68               | Joseph Benedetto         |                  | Agir             |
| 69               | Clémence Rouvier         |                  | REM              |
| 70               | Olivier Allain           |                  | REM              |
| 71               | Danièle Noël             |                  | MoDem            |
| 72               | Ryan Lequien             |                  | REM              |
| 73               | Nadia Chabal-Calvi       |                  | REM              |
| 74               | Hussein Khairallah       |                  | MoDem            |
| 75               | Geneviève Machery        |                  | Agir             |
| 76               | Gaëtan Blaize            |                  | MR               |
| 77               | Édith Varet              |                  | MoDem            |
| 78               | Jean Veil                |                  | IND              |
| 79               | Paloma Moreno-Elgard     |                  | IND              |

Em 6 de março de 2019, o jornal Les Échos informou que a escolha do líder da lista do partido seria feita internamente entre o ministro da saúde Agnès Buzyn ou a ministra de Assuntos Europeus Nathalie Loiseau em 6 de março, relatando em 22 de fevereiro que Buzyn estava interessado em liderar a lista. Loiseau anunciou oficialmente que buscaria a indicação para ser líder após seu debate com Marine Le Pen no programa L'Émission politique em 14 de março, enquanto Les Échos e Le Parisien depois relataram que Buzyn retirou seu nome. Loiseau foi oficialmente designada como candidata principal em 26 de março, quando a lista dos primeiros 30 candidatos foi revelada. Alain Juppé foi objeto de especulações iniciais sobre seu potencial candidatura para liderar a lista, apesar de ter confirmado em 19 de março de 2018 que ele não se candidataria. Sua posterior nomeação para o Conselho Constitucional em fevereiro de 2019 impediu sua participação na campanha e, em uma entrevista final, ele indicou que apoiaria a lista de Macron nas eleições. Em 4 de março de 2019, o ex-primeiro-ministro Jean-Pierre Raffarin também confirmou seu apoio à lista de Macron.
Outros líderes de lista incluíam Édouard Philippe, François Bayrou, Nicolas Hulot, Nathalie Kosciusko-Morizet, Sylvie Goulard, Daniel Cohn-Bendit, Arnaud Danjean, e Michel Barnier. Pierre Moscovici descartou a possibilidade, assim como Barnier, Jean-Yves Le Drian, Bayrou, e Arnauld Danjean. Daniel Cohn-Bendit inicialmente não descartou sua candidatura, mas depois recusou em 1º de outubro de 2018. A participação de Thomas Pesquet na consulta ao cidadão provocou especulação, embora mais tarde ele tenha negado seu interesse. A eurodeputada Karima Delli, os ministros Marlène Schiappa e Brune Poirson, e a deputada Amélie de Montchalin, Pascal Canfin, chefe da seção francesa do World Wide Fund for Nature (WWF), e o ex-jornalista da France Inter Bernard Guetta também foram considerados candidatos potenciais. Canfin se recusou a liderar a lista em 16 de novembro, já tendo rejeitado uma oferta para se juntar ao governo após a renúncia de Nicolas Hulot. No final de janeiro de 2019, Laurence Tubiana, presidente da Fundação Climática Europeia e ex-negociadora da COP21, foi mencionada como uma possibilidade, assim como Jean-Yves Le Drian e o marinheiro Maud Fontenoy (considerado, no entanto, muito próximo de Christian Estrosi). A ministra da justiça Nicole Belloubet também foi discreta em relação ao seu interesse, e o nome de Emmanuelle Wargon também foi mencionado.
Em 17 de dezembro de 2017, no congresso do Movimento Democrático (MoDem), Christophe Castaner, líder do A República Em Marcha! (REM), disse que apoiava uma "lista grande" para as eleições europeias com base numa aliança entre os dois partidos. Em 26 de setembro, o movimento anunciou oficialmente a abertura de candidaturas de candidatos da sociedade civil, recebendo 2.673 solicitações de partidários e apoiadores do partido, submetidas a um comitê de investidura presidido por Jean-Marc Borello. O conselheiro do Palácio do Eliseu, Stéphane Séjourné, foi designado diretor de campanha em 29 de outubro, encarregado de criar uma lista ao lado do Agir, e de buscar um candidato principal com um "perfil verde". Para o MoDem, Bayrou escolheu Régis Lefebvre para atuar como vice-diretor de campanha ao lado de Séjourné.
Em 15 de fevereiro, o jornal Challenges revelou que o eurodeputado da EELV Pascal Durand estaria na lista em uma posição elegível, Séjourné num dos 25 primeiros lugares. O partido de centro-direita Agir propôs vários candidatos para a lista, incluindo dois em posição elegível: Nicolas Barnier, o filho de Michel Barnier e um assistente parlamentar, bem como Fabienne Keller, Gilles Boyer, Élisabeth Morin-Chartier e Xavier Fournier, propondo 14 candidatos no total. O Movimento Radical propôs 3 candidatos para a lista: a eurodeputada Dominique Riquet, Olga Johnson e Mélanie Fortier. Jean Arthuis anunciou que não pretendia concorrer novamente em 2019, enquanto o eurodeputado Agir Tokia Saïfi também não procura outro mandato, e a outra eurodeputada do partido, Élisabeth Morin-Chartier, decidiu retirar-se após aprendendo que ela não estaria em posição elegível na lista. Os estrangeiros também estarão na lista, incluindo o ex-subsecretário italiano para assuntos europeus Sandro Gozi. Apesar de em um ponto ter declinado de concorrer como candidato principal, Canfin aparecerá em segundo lugar na lista.
A República Em Marcha! considerou alianças com partidos políticos europeus semelhantes, incluindo os cidadãos em Espanha e o Partido Democrático da Itália, com possibilidades não limitadas aos membros da Aliança dos Democratas e Liberais pela Europa (ALDE). Pieyre-Alexandre Anglade foi delegado com a tarefa de formar contatos com potenciais parceiros europeus e sondar a possibilidade de uma plataforma política compartilhada. Em 9 de setembro de 2018, Guy Verhofstadt, líder do grupo ALDE, afirmou em uma entrevista que A República Em Marcha! seria aliada do ALDE nas eleições, o que Castaner negou. Relatórios em outubro indicaram que Macron e o primeiro-ministro holandês Mark Rutte chegaram a um acordo de princípio para uma aliança, embora Anglade enfatizasse que os partidos ALDE serviriam apenas como base para as ambições europeias do movimento, com negociações com os partidos do EPP, como Plataforma Cívica da Polônia e Nova Democracia na Grécia, bem como os partidos do SPE à esquerda, incluindo o Partido Democrata na Itália e o Partido Social-Democrata da Áustria. O partido pode tentar recrutar eurodeputados eleitos após as eleições (especialmente os deputados da ALDE) para formar um grupo no Parlamento Europeu. Depois de um relatório divulgado na France 2 em 11 de março sobre o apoio financeiro da ALDE à Monsanto, fabricante do glifosato, o partido anunciou que não se aliaria ao ALDE, levando o último a anunciar que não aceitaria mais doações corporativas.

#### Movimento Democrático
No congresso do Movimento Democrático (MoDem), aliado de A República Em Marcha! (REM), em 17 de dezembro de 2017, o presidente do partido, François Bayrou, apelou para um "acordo comum" com o partido presidencial para as eleições europeias de 2019, uma ideia também apoiada por Christophe Castaner, líder de A República Em Marcha!, que previa a possibilidade de uma "lista grande" incluindo não só as duas partes. Bayrou disse que ele próprio não queria ser candidato, e reiterou essa posição um mês depois, dizendo que continuaria a servir como prefeito de Pau e não estava interessado em concorrer a um mandato parlamentar nacional ou europeu.

#### Agir
Em 4 de dezembro de 2017, Franck Riester anunciou que seu recém-fundado partido de centro-direita Agir, composto por vários desertores dos republicanos, apresentaria candidatos nas eleições europeias de 2019, não descartando uma aliança com a União dos Democratas e Independentes (UDI) e outros partidos reformistas pró-europeus. O partido decidiu aliar-se ao Partido Popular Europeu (PPE) e sentar-se com o grupo do PPE se conseguir assentos, complicando as negociações para uma lista comum em que se espera que os membros assumam o mesmo grupo uma vez eleitos. Na sequência do caso Benalla, Riester indicou que a ideia de uma lista autônoma do "direito pró-europeu" era "séria", embora mais tarde tenha confirmado a participação do partido numa aliança com o República Em Marcha, oficializada em 5 de março de 2019.

#### Movimento Radical
A ideia de uma lista separada para elevar o perfil nacional do Movimento Radical reunificado recebeu o apoio de algumas figuras partidárias que posteriormente anunciaram em setembro de 2018 que preparariam uma lista independente de candidatos para as eleições europeias de 2019, permanecendo aberto a alianças. Em um artigo publicado no Challenges em 6 de fevereiro de 2019, o co-presidente do partido Laurent Hénart indicou que o movimento provavelmente se juntaria a uma lista comum com A República Em Marcha!, oficialmente aprovada em 9 de março, provocando discordância entre alguns ex-membros do Partido Radical de Esquerda incluindo a co-presidente Sylvia Pinel, que anunciou sua saída do partido para ressuscitar o PRG dois dias depois.

### União dos Democratas e Independentes
| Lista do partido (11/04/2019) | Lista do partido (11/04/2019) |
| #                             | Candidato                     |
| ----------------------------- | ----------------------------- |
| 1                             | Jean-Christophe Lagarde       |
| 2                             | Nora Berra                    |
| 3                             | Louis Giscard d'Estaing       |
| 4                             | Josy Chambon                  |
| 5                             | Olivier Mével                 |
| 6                             | Juliette Aubert-Zocchetto     |
| 7                             | Florent Montillot             |
| 8                             | Frédérique Schultess          |
| 9                             | Mustapha Saadi                |
| 10                            | Anne-Sophie Taszarek          |
| 11                            | Arthur Khandjian              |
| 12                            | Sonia Zidate                  |
| 13                            | Thomas Fabre                  |
| 14                            | Christelle Favetta-Sieyes     |
| 15                            | Aurélien Sebton               |
| 16                            | Sophie Routier                |
| 17                            | Philippe Petit                |
| 18                            | Catherine Maudet              |
| 19                            | Romain Mifsud                 |
| 20                            | Martine Guibert               |
| 21                            | Maurice Perrion               |
| 22                            | Brigitte Devésa               |
| 23                            | Lionel Boucher                |
| 24                            | Nathalie Lebas                |
| 25                            | Benoît Rolland                |
| 26                            | Michéle Corvaisier            |
| 27                            | Daniel Pigeon-Angelini        |
| 28                            | Nathalie Robcis               |
| 29                            | Didier Klein                  |
| 30                            | Catherine Scibilia            |
| 31                            | Clément Stengel               |
| 32                            | Anne Claudius-Petit           |
| 33                            | Franck Sottou                 |
| 34                            | Sophie Larrey-Lamant          |
| 35                            | Marcel Denieul                |
| 36                            | Jessica Compper               |
| 37                            | Gilles Cima                   |
| 38                            | Patricia Suppi                |
| 39                            | Éric Delhaye                  |
| 40                            | Nathalie Barde                |
| 41                            | Éric Touron                   |
| 42                            | Catherine Comte-Deleuze       |
| 43                            | Bruno Drapron                 |
| 44                            | Nathalie Collovati            |
| 45                            | Augustin Leclerc              |
| 46                            | Mathilde Wielgocki            |
| 47                            | Maurice Di Nocera             |
| 48                            | Martine Ollié                 |
| 49                            | Yannick Lucot                 |
| 50                            | Cécile Picq                   |
| 51                            | Yannick Chartier              |
| 52                            | Joëlle Murré                  |
| 53                            | Didier Reveau                 |
| 54                            | Maria Morgado de Oliveira     |
| 55                            | Lionel Goiseau                |
| 56                            | Valérie Nahmias               |
| 57                            | Gérard Francalanci            |
| 58                            | Anne-Lucie Clausse            |
| 59                            | Nicolas Lebas                 |
| 60                            | Caroline Duc                  |
| 61                            | Étienne Robin                 |
| 62                            | Lucie Miccoli                 |
| 63                            | Henri Zeller                  |
| 64                            | Marie-Noëlle Delaire          |
| 65                            | Julien Cazenave               |
| 66                            | Catherine Canivet             |
| 67                            | James Chéron                  |
| 68                            | Évelyne Perrot                |
| 69                            | Romain Boulant                |
| 70                            | Anne-Sophie Pala-Massoni      |
| 71                            | Dimitri Oudin                 |
| 72                            | Sophie Auconie                |
| 73                            | Nicolas Calluaud              |
| 74                            | Nathalie Goulet               |
| 75                            | Philippe Laurent              |
| 76                            | Brigitte Fouré                |
| 77                            | Michel Zumkeller              |
| 78                            | Valérie Létard                |
| 79                            | Jean-Marie Bockel             |

Em 15 de dezembro de 2018, Jean-Christophe Lagarde lançou a campanha do partido em seu congresso, na esperança de obter o apoio de eleitores pró-europeus que não fossem necessariamente a favor das ideias de Macron sobre a Europa. Lagarde criticou as "táticas" de Macron, criticando suas políticas como um "projeto ultraliberal da Europa dos mercados" e dizendo que, para a UDI, "o mercado poderia ser um meio, mas não um fim". O partido também busca obter apoio dos eleitores dos republicanos, desiludidos pela linha política de extrema-direita de Laurent Wauquiez.
A ex-vice-presidente do LR, Virginie Calmels, bem como o general Pierre de Villiers foram abordados como potenciais candidatos, com a confirmação prévia de que ela havia recebido várias ofertas à direita, mas estava esperando para ver a linha política adotada por seu partido. No entanto, ela posteriormente negou qualquer contato entre eles e descartou a possibilidade de trabalhar com a UDI. O presidente da região de Hauts-de-France e ex-membro dos republicanos, Xavier Bertrand, planejava comparecer ao lançamento do congresso da UDI remotamente, mas reiterou que não apoiava que uma Europa federal apoiasse a lista da UDI. A UDI aceitará candidaturas de candidatos potenciais até 15 de fevereiro e revelará sua lista em março, que incluirá a ex-deputada Nora Berra, conselheira regional de Auvergne-Rhône-Alpes eleita na lista do LR que mais tarde renunciou ao partido para protestar contra sua candidatura, na segunda posição, bem como o centrista de longa data Louis Giscard d'Estaing (filho de Valéry Giscard d'Estaing) na terceira posição.
Enquanto a única deputada do partido, Patricia Lalonde, apoiou inicialmente o princípio de uma lista independente, instou depois o partido a juntar-se à lista do LR, manifestando apoio a François-Xavier Bellamy e Wauquiez.

### Os Republicanos
| Lista do partido | Lista do partido         | Lista do partido | Lista do partido |
| #                | Candidato                | Partido          | Partido          |
| ---------------- | ------------------------ | ---------------- | ---------------- |
| 1                | François-Xavier Bellamy  |                  | LR               |
| 2                | Agnès Evren              |                  | LR               |
| 3                | Arnaud Danjean           |                  | LR               |
| 4                | Nadine Morano            |                  | LR               |
| 5                | Brice Hortefeux          |                  | LR               |
| 6                | Nathalie Colin-Oesterlé  |                  | LC               |
| 7                | Geoffroy Didier          |                  | LR               |
| 8                | Anne Sander              |                  | LR               |
| 9                | Frédéric Péchenard       |                  | LR               |
| 10               | Laurence Sailliet        |                  | LR               |
| 11               | Franck Proust            |                  | LR               |
| 12               | Cristina Storoni         |                  | LR               |
| 13               | Alain Cadec              |                  | LR               |
| 14               | Lydia Guirous            |                  | LR               |
| 15               | Bernard Asso             |                  | LR               |
| 16               | Angélique Delahaye       |                  | LR               |
| 17               | Guillaume Guérin         |                  | LR               |
| 18               | Anne Brissaud            |                  | LC               |
| 19               | Patrick Bore             |                  | LR               |
| 20               | Sonia Petro              |                  | LR               |
| 21               | Philippe Meunier         |                  | LR               |
| 22               | Françoise Guégot         |                  | LR               |
| 23               | Bernard Carayon          |                  | LR               |
| 24               | Faustine Maliar          |                  | LR               |
| 25               | Sébastien Pilard         |                  | LR               |
| 26               | Livia Graziani-Sanciu    |                  | LR               |
| 27               | Xavier Wiik              |                  | LR               |
| 28               | Sandrine Chaix           |                  | LC               |
| 29               | David Labiche            |                  | LR               |
| 30               | Isabelle Froment-Meurice |                  | LR               |
| 31               | Pascal Marie             |                  | CPNT             |
| 32               | Karine Charbonnier       |                  | LR               |
| 33               | Didier Irigoin           |                  | LR               |
| 34               | Laetitia Quilici         |                  | LR               |
| 35               | Lewis Marchand           |                  | LR               |
| 36               | Marie-Laure Dalphin      |                  | LR               |
| 37               | Guillaume Arquer         |                  | LR               |
| 38               | Léa Boyer                |                  | LR               |
| 39               | Fadi Dahdouh             |                  | LR               |
| 40               | Aurélie Troubat          |                  | LC               |
| 41               | Philippe Vitel           |                  | LR               |
| 42               | Stéphanie Ficarella      |                  | LR               |
| 43               | Eugène Ukeiwe            |                  | LR               |
| 44               | Lauriane Josende         |                  | LR               |
| 45               | Kévin Para               |                  | LR               |
| 46               | Véronique Martinez       |                  | LR               |
| 47               | Gérald Henrion           | sem partido      | sem partido      |
| 48               | Martine Aury             |                  | CPNT             |
| 49               | Patrick Brisset          |                  | LC               |
| 50               | Sandrine Dauchelle       |                  | LR               |
| 51               | Guillaume Michaux        | sem partido      | sem partido      |
| 52               | Marie-Dominique Aubry    |                  | LR               |
| 53               | Romain Bonnet            |                  | LR               |
| 54               | Sarah Boualem            |                  | LR               |
| 55               | Maxime Vergnault         |                  | LR               |
| 56               | Anaïs Jéhanno            |                  | LR               |
| 57               | Abdoul Doukaini          |                  | LR               |
| 58               | Stéphanie Jankiewicz     | sem partido      | sem partido      |
| 59               | Antoine Carré            |                  | LC               |
| 60               | Hortense Chartier        |                  | LR               |
| 61               | Laurent Hamon            |                  | LR               |
| 62               | Anne-Cécile Suzanne      | sem partido      | sem partido      |
| 63               | Gaétan Juillat           | sem partido      | sem partido      |
| 64               | Brigitte Fischer-Patriat |                  | LR               |
| 65               | Marc Langé               |                  | LR               |
| 66               | Annick Merle             |                  | LR               |
| 67               | Gabriel Melaïmi          |                  | LR               |
| 68               | Brigitte Rivière         |                  | LR               |
| 69               | Philippe Moreau          |                  | LR               |
| 70               | Sylvie Trautmann         |                  | LC               |
| 71               | Philippe Monnet          |                  | LR               |
| 72               | Fabienne Le Ridou        |                  | LR               |
| 73               | Bernard Faureau          |                  | LR               |
| 74               | Amanda Guénard           |                  | LR               |
| 75               | Sébastien Weil           |                  | LR               |
| 76               | Valérie Lecerf-Livet     |                  | LR               |
| 78               | Pierre Maurin            |                  | LC               |
| 79               | Michel Dantin            |                  | LR               |

Em 18 de novembro, Le Journal du Dimanche informou que o líder dos republicanos, Laurent Wauquiez, estava considerando o filósofo católico François-Xavier Bellamy, de 33 anos, como candidato a liderar a lista do partido em 2019, apesar de sua inexperiência política e seu perfil ultraconservador levantou preocupações entre vários políticos aliados do LR, com suas opiniões antiaborto e envolvimento no anti-movimento de casamento entre pessoas do mesmo sexo na França. Wauquiez decidiu apresentar três nomes à CNI em 29 de janeiro, nomeando não apenas Bellamy, mas Agnès Evren e Arnaud Danjean como candidatos para a lista, representando um compromisso equilibrando as várias vertentes do partido, com Evren próximo a Valérie Pécresse e Danjean um pró-europeu comprometido próximo de Alain Juppé. Em 29 de janeiro, a CNI validou as indicações de Bellamy, Evren e Danjean com 38 dos 40 votos. Em 12 de fevereiro, Hervé Morin, do Novo Centro, conversou com Wauquiez sobre a possibilidade de uma aliança, discutindo a obtenção de 2 dos 20 primeiros lugares da lista. Em 6 de março, o comitê nacional de investidura do LR designou os candidatos para os primeiros 26 lugares da lista. Alexandre Vergnes, secretário geral do partido Caça, Pesca, Natureza e Tradições (CPNT), foi inicialmente escalado para aparecer na lista no 13º lugar - e depois no 15º lugar -, mas depois foi rebaixado para o 30º; Em 11 de abril o partido anunciou que seus candidatos seriam Martine Aury na 48ª posição e Pascal Marie na 31ª posição. Geoffroy Didier foi nomeado diretor de campanha, e quinze encontros regionais com Wauquiez e Bellamy serão realizados até o final da campanha, com uma centena de pequenas reuniões de campanha entre outros membros da lista e do partido.
Antes de sua eleição como líder partidário em 10 de dezembro de 2017, Wauquiez descartou ser líder da lista eleitoral europeia do partido no caso de sua vitória. Líderes de listas potenciais incluíam Virginie Calmels, Damien Abad, Nadine Morano, Jean Leonetti, Arnaud Danjean, Luc Ferry, Brice Hortefeux, Pierre de Villiers, Éric Woerth, Christian Jacob, Geoffroy Didier, Philippe Juvin e Michel Dantin. Danjean foi considerado uma possibilidade improvável, dado seu ainda recente flerte com Macron, e mais tarde se recusou a ser o líder da lista, particularmente em declínio quando oferecido o cargo por Bruno Retailleau. Leonetti confirmou ao Le Monde em 5 de dezembro que ele não procuraria ser o principal candidato do partido, e pessoas próximas de Wauquiez rejeitaram a ideia da candidatura de Ferry, com Ferry mesmo desinteressado. Dantin, enquanto isso, decidiu abandonar seu mandato como deputado para buscar outro mandato como prefeito de Chambéry em 2020. Valérie Pécresse, Rachida Dati, e Michel Barnier também se recusaram a liderar a lista LR.
Em uma entrevista publicada em 10 de março de 2018 no Le Journal du Dimanche, Thierry Mariani militava por uma aliança com a Frente Nacional (hoje Reagrupamento Nacional) e foi posteriormente ameaçado de expulsão do partido. Em 9 de outubro, Wauquiez descartou a possibilidade de alianças com o Levantar a França, Em Marcha!, ou o Reagrupamento Nacional em uma carta dirigida a Nicolas Dupont-Aignan.
Entre os eurodeputados, Nadine Morano, Brice Hortefeux, Alain Cadec, Franck Proust, Geoffroy Didier e Angélique Delahaye procurarão candidatar-se, enquanto Françoise Grossetête, Élisabeth Morin-Chartier, Michèle Alliot-Marie, Alain Lamassoure, Jérôme Lavrilleux, Renaud Muselier e Maurice Ponga não pretendem obter a liderança do partido, com Rachida Dati também descartando a possibilidade tendo em vista sua provável candidatura nas eleições municipais de 2020 em Paris.

### Levantar a França
| Lista do partido | Lista do partido          | Lista do partido | Lista do partido |
| #                | Candidato                 | Partido          | Partido          |
| ---------------- | ------------------------- | ---------------- | ---------------- |
| 1                | Nicolas Dupont-Aignan     |                  | DLF              |
| 2                | Stéphanie Gibaud          |                  | IND              |
| 3                | Jean-Philippe Tanguy      |                  | DLF              |
| 4                | Marie-Jo Zimmermann       |                  | Ex-LR            |
| 5                | Bruno North               |                  | CNIP             |
| 6                | Cécile Bayle de Jessé     |                  | DLF              |
| 7                | Damien Lempereur          |                  | DLF              |
| 8                | Nadejda Silanina          |                  | DLF              |
| 9                | Benjamin Cauchy           |                  | DLF              |
| 10               | Anne-Sophie Frigout       |                  | DLF              |
| 11               | Gerbert Rambaud           |                  | DLF              |
| 12               | Florence Italiani         |                  | DLF              |
| 13               | Patrick Mignon            |                  | DLF              |
| 14               | Florence Bernard          |                  | DLF              |
| 15               | Yvon Setze                |                  | DLF              |
| 16               | Nathalie Raoul            |                  | DLF              |
| 17               | Nicolas Calbrix           |                  | DLF              |
| 18               | Josette Brosse            |                  | IND              |
| 19               | Philippe Torre            |                  | DLF              |
| 20               | Huguette Layet            |                  | CNIP             |
| 21               | Noël Chuisano             |                  | DLF              |
| 22               | Daniela Matthes           |                  | DLF              |
| 23               | François de Grailly       |                  | DLF              |
| 24               | Dominique Mahé            |                  | DLF              |
| 25               | Thierry Gourlot           |                  | CNIP             |
| 26               | Sonia Colemyn             |                  | DLF              |
| 27               | Christophe Tavernier      |                  | DLF              |
| 28               | Marie-Dominique Bagur     |                  | DLF              |
| 29               | Marc Mantovani            |                  | DLF              |
| 30               | Françoise Bernalès        |                  | DLF              |
| 31               | Pierre-Jean Robinot       |                  | DLF              |
| 32               | Marie-Anne Baudoui-Maurel |                  | DLF              |
| 33               | Damien Bouticourt         |                  | DLF              |
| 34               | Véronique Seguin          |                  | DLF              |
| 35               | Jean-Michel Drevet        |                  | DLF              |
| 36               | Annick Leveau             |                  | CNIP             |
| 37               | Philippe Morenvillier     |                  | DLF              |
| 38               | Marie Durand              |                  | DLF              |
| 39               | Pascal Lesellier          |                  | DLF              |
| 40               | Véronique Pagand          |                  | DLF              |
| 41               | Lilian Noirot             |                  | DLF              |
| 42               | Annie Berthault-Korzhyk   |                  | DLF              |
| 43               | Patrick Bucourt           |                  | DLF              |
| 44               | Véronique Loir            |                  | DLF              |
| 45               | Jacques-Frédéric Sauvage  |                  | CNIP             |
| 46               | Armelle Guénolé           |                  | DLF              |
| 47               | Olivier Pjanic            |                  | DLF              |
| 48               | Sylvaine Lacan            |                  | DLF              |
| 49               | Luc Bucheton              |                  | DLF              |
| 50               | Valérie Caudron           |                  | DLF              |
| 51               | Michel Lévesque           |                  | DLF              |
| 52               | Sophie Lavier             |                  | DLF              |
| 53               | Pascal Tschaen            |                  | DLF              |
| 54               | Corinne Kaufmann          |                  | CNIP             |
| 55               | Daniel Degrima            |                  | DLF              |
| 56               | Dominique Carrotte        |                  | DLF              |
| 57               | Jacques Armando           |                  | DLF              |
| 58               | Marie Goncalves           |                  | DLF              |
| 59               | Fabien Hurel              |                  | DLF              |
| 60               | Véronique Delicourt       |                  | DLF              |
| 61               | Yves Chantereau           |                  | DLF              |
| 62               | Marie José Abenoza        |                  | DLF              |
| 63               | Maurice Montangon         |                  | DLF              |
| 64               | Annick Veillerot          |                  | DLF              |
| 65               | Henri Roure               |                  | CNIP             |
| 66               | Nastasia Dufresne         |                  | DLF              |
| 67               | Thierry Spahn             |                  | DLF              |
| 68               | Marie Roux                |                  | DLF              |
| 69               | Vivien Gosset             |                  | DLF              |
| 70               | Marie France Lacoste      |                  | DLF              |
| 71               | Enguerrand Cambier        |                  | DLF              |
| 72               | Christine-Théodora Boone  |                  | CNIP             |
| 73               | Benoît Pouthier           |                  | DLF              |
| 74               | Anna-Rita Marinelli       |                  | DLF              |
| 75               | François Encrenaz         |                  | DLF              |
| 76               | Marie-Thérèse Lefeuvre    |                  | DLF              |
| 77               | Richard Trinquier         |                  | DLF              |
| 78               | Anne Boissel              |                  | DLF              |
| 79               | Jean-Louis Masson         |                  | DVD              |

Em 19 de janeiro de 2018, a Europe1 revelou que Nicolas Dupont-Aignan, líder do partido Levantar a França, parecia fechar para uma aliança com o Reagrupamento Nacional (RN), enquanto ainda apelava por uma "união de patriotas" que ainda poderia incluir membros do partido. Em 20 de março, o Centro Nacional de Independentes e Camponeses (CNIP) votou por unanimidade em fechar uma aliança com Dupont-Aignan, com o nome da lista para as eleições definida como "Amantes da França", uma formação política incluindo o Partido Cristão Democrata de Jean-Frédéric Poisson e o prefeito de Béziers Robert Ménard. No dia 31 de maio, os três líderes da lista "Amantes da França" apresentaram um "programa comum" com a presença do presidente do grupo Reformistas e Conservadores Europeus (ECR), Ryszard Legutko, coincidindo com a deserção do membro do FN Bernard Monot para se unir à DLF e à publicação de uma carta aberta de Marine Le Pen convidando Dupont-Aignan para formar uma lista comum, que esta posteriormente rejeitou publicamente. Em 23 de setembro, Dupont-Aignan anunciou oficialmente que pretendia liderar uma "lista de união" da direita nas eleições europeias de 2019, e o Levantar a França concluiu oficialmente sua aliança com o grupo ECR em 21 de dezembro. Dupont-Aignan pretende continuar a viver dentro do seu círculo eleitoral se for eleito e deixar de ser deputado na Assembleia Nacional.
A eurodeputada Sylvie Goddyn, que foi expulsa do Reagrupamento Nacional em 19 de outubro de 2018 depois de indicar o seu apoio à iniciativa de Dupont-Aignan para uma lista comum, estará na lista do partido, como também Poisson. De acordo com o Le Figaro, Dupont-Aignan também procurou convidar Jean Lassalle para liderar sua lista, mas foi rejeitado, como foi o caso com Thierry Mariani, que optou por ingressar na lista RN. Jeannette Bougrab também se recusou a participar da lista, enquanto Dupont-Aignan e Le Pen não conseguiram recrutar Erik Tegner. A DLF está tentando convidar outra personalidade do LR, Malika Sorel, enquanto a denunciante do UBS, Stéphanie Gibaud, é confirmada como candidata na lista do DLF. Em 11 de fevereiro, o L'Opinion informou que o abastado financista e escritor Charles Gave apareceria na lista DLF e forneceria ao partido cerca de 2 milhões de euros em financiamento, enquanto sua filha Emmanuelle Gave também estaria na lista em uma posição elegível. Depois que Quotidien revelou a história de tweets polêmicos da jovem Gave, o DLF anunciou em 20 de fevereiro que ela não seria indicada como candidata, perdendo assim a garantia de financiamento dos Gaves.
Em 28 de março de 2019, Dupont-Aignan apresentou os primeiros 23 candidatos da lista, excluindo Poisson porque, segundo Dupont-Aignan, a sua recusa em adotar uma abordagem coletiva, bem como os deputados Monot e Goddyn, "por mútuo acordo". Poisson supostamente ameaçou lançar sua própria lista com Gave depois de ser informado de que ele apareceria na quinta posição, ao invés de terceiro, como originalmente planejado.

### Reagrupamento Nacional
| Lista do partido | Lista do partido         |
| #                | Candidato                |
| ---------------- | ------------------------ |
| 1                | Jordan Bardella          |
| 2                | Hélène Laporte           |
| 3                | Thierry Mariani          |
| 4                | Dominique Bilde          |
| 5                | Hervé Juvin              |
| 6                | Joëlle Mélin             |
| 7                | Nicolas Bay              |
| 8                | Virginie Joron           |
| 9                | Jean-Paul Garraud        |
| 10               | Catherine Griset         |
| 11               | Gilles Lebreton          |
| 12               | Maxette Grisoni-Pirbakas |
| 13               | Jean-François Jalkh      |
| 14               | Aurélia Beigneux         |
| 15               | Gilbert Collard          |
| 16               | Julie Lechanteux         |
| 17               | Philippe Olivier         |
| 18               | Annika Bruna             |
| 19               | Jérôme Rivière           |
| 20               | France Jamet             |
| 21               | André Rougé              |
| 22               | Mathilde Androuët        |
| 23               | Jean-Lin Lacapelle       |
| 24               | Marie Dauchy             |
| 25               | Éric Minardi             |
| 26               | Patricia Chagnon         |
| 27               | Gilles Pennelle          |
| 28               | Mylène Troszczynski      |
| 29               | Kévin Pfeffer            |
| 30               | Edwige Diaz              |
| 31               | Julien Odoul             |
| 32               | Audrey Guibert           |
| 33               | Philippe Vardon          |
| 34               | Mathilde Paris           |
| 35               | Thibaut de La Tocnaye    |
| 36               | Éléonore Revel           |
| 37               | Franck Allisio           |
| 38               | Sophie Blanc             |
| 39               | Paul-Henry Hansen-Catta  |
| 40               | Alexandra Maïnetti       |
| 41               | Julien Leonardelli       |
| 42               | Éléonore Bez             |
| 43               | Philippe Eymery          |
| 44               | Huguette Fatna           |
| 45               | Christophe Barthès       |
| 46               | Odile de Mellon          |
| 47               | Laurent Jacobelli        |
| 48               | Hombeline du Parc        |
| 49               | Jacques Ricciardetti     |
| 50               | Anne-Sophie Rigault      |
| 51               | Aleksandar Nikolic       |
| 52               | Sophie Robert            |
| 53               | Frédéric Fabre           |
| 54               | Françoise Grolet         |
| 55               | Gilles Lacroix           |
| 56               | Mélanie Disdier          |
| 57               | Jean-Guillaume Remise    |
| 58               | Agnès Marion             |
| 59               | Yves Villeneuve          |
| 60               | Marie-Luce Brasier-Clain |
| 61               | Jérôme Harbourg          |
| 62               | Florence Joubert         |
| 63               | Nicolas Bertin           |
| 64               | Claudie Cheyroux         |
| 65               | Philippe Lottiaux        |
| 66               | Renée Thomaïdis          |
| 67               | Christian Houdet         |
| 68               | Mylène Wunsch            |
| 69               | Cyril Nauth              |
| 70               | Séverine Werbrouck       |
| 71               | Jean-Michel Cadenas      |
| 72               | Cindy Demange            |
| 73               | Wallerand de Saint-Just  |
| 74               | Sandrine D'angio         |
| 75               | Philippe Loiseau         |
| 76               | Régine Andris            |
| 77               | Dominique Martin         |
| 78               | Marine Le Pen            |
| 79               | Julien Sanchez           |

De acordo com uma reportagem do L'Obs em 22 de novembro de 2018, Jordan Bardella, o chefe de 23 anos da ala jovem Génération Nation, foi convidado por Le Pen para liderar a lista do partido, e em 7 de janeiro de 2019, Louis Aliot confirmou que Bardella lideraria a lista do partido nas eleições europeias após ser confirmada por unanimidade pelos membros da liderança do RN. Dois membros do LR, o ex-ministro Thierry Mariani e Jean-Paul Garraud, assim como o economista Hervé Juvin, aparecerão na lista do partido. Além disso, André Rougé, que assessorou Le Pen durante a campanha presidencial e outro ex-membro da UMP, empregado na prefeitura de Paris por Jacques Chirac até 1995, também estava na lista. Vários outros candidatos principais foram considerados, mas acabaram não sendo cogitados. Em 1 de dezembro de 2017, Nicolas Bay anunciou que Marine Le Pen não lideraria a lista do partido em 2019. Juvin também foi considerado uma possibilidade, e em 12 de outubro de 2018, Aliot confirmou que tentaria se tornar o candidato principal, mas anunciou em 20 de novembro que ele iria disputar a prefeitura de Perpignan nas eleições municipais de 2020.
Em 13 de dezembro de 2017, Le Pen afirmou que queria uma aliança com Nicolas Dupont-Aignan, presidente do Levantar a França, e se reuniu com Dupont-Aignan no mesmo dia para discutir "uma possível parceria", mas desistiu um mês depois, e posteriormente publicou uma carta aberta buscando uma aliança em 31 de maio de 2018, apenas para receber sua rejeição novamente em 3 de junho. A deputada do RN, Sylvie Goddyn, foi expulsa do partido em 19 de outubro de 2018, após indicar a sua abertura à iniciativa de Dupont-Aignan de uma lista à direita.
Le Pen fará campanha com Bardella em reuniões públicas nas tardes de sábado em 20 pequenas comunas ao longo da campanha, cujo custo é estimado em cerca de 4 milhões de euros, além de um único grande evento de campanha em uma capital regional em 1º de maio com o prefeito de Hénin-Beaumont, Steeve Briois, nomeado diretor da campanha. Como a França Insubmissa, o partido lançou um apelo por um "empréstimo popular", solicitando doações de eleitores para financiar sua campanha depois de ter sido negado empréstimos pelos bancos franceses, e em 23 de abril anunciou que levantou 4 milhões de euros usando esta medida, que prometia reembolsar os credores com juros de 5%. Le Pen e Matteo Salvini planejam realizar um comício conjunto na Itália em meados de maio, provavelmente em Milão em 18 de maio.

### Os Patriotas
| Lista do partido | Lista do partido          |
| #                | Candidato                 |
| ---------------- | ------------------------- |
| 1                | Florian Philippot         |
| 2                | Mireille d'Ornano         |
| 3                | Joffrey Bollée            |
| 4                | Paulette Roure            |
| 5                | Thomas Laval              |
| 6                | Amélie de la Rochère      |
| 7                | Franck de Lapersonne      |
| 8                | Véronique Thisse          |
| 9                | Jean-François Barnaba     |
| 10               | Nathalie Reinert          |
| 11               | Pascal Bauche             |
| 12               | Eliane Klein              |
| 13               | Geoffrey Denis            |
| 14               | Hélène Cachera            |
| 15               | Alain Avello              |
| 16               | Patricia Bruckmann        |
| 17               | Gilbert Biasoli           |
| 18               | Martine Raimbault         |
| 19               | Jean-Luc Touly            |
| 20               | Carole Aranda             |
| 21               | Dietrich Braun            |
| 22               | Astrid Leplat             |
| 23               | Christian Blanchon        |
| 24               | Nathalie Desseigne        |
| 25               | Éric Vilain               |
| 26               | Nicole Buriller           |
| 27               | Jean-Marie Verani         |
| 28               | Corinne Bobard-De Miranda |
| 29               | Éric Richermoz            |
| 30               | Marine Berrabeh           |
| 31               | Olivier Fostier           |
| 32               | Honorine Laurent          |
| 33               | Dominique Bourse-Provence |
| 34               | Marie-Christine Bocquet   |
| 35               | Antoine Renault-Zielinski |
| 36               | Leslie Dehaese            |
| 37               | Sylvain Marcelli          |
| 38               | Nathalie Robert           |
| 39               | Geoffray Gourré           |
| 40               | Karine Haverlant          |
| 41               | Thibaud Lonjon            |
| 42               | Jeannine Douzon           |
| 43               | Pierrick Dennequin        |
| 44               | Virginie Rosez            |
| 45               | David Ponsard Vidal       |
| 46               | Marguerite Bernier        |
| 47               | Jean-Paul Valour          |
| 48               | Angélique Le Corre        |
| 49               | Victor Catteau            |
| 50               | Corinne Malitte           |
| 51               | Nicolas Bedel             |
| 52               | Laura Gavilan             |
| 53               | Jean-Bernard Formé        |
| 54               | Sandrine Bessonnier       |
| 55               | Johan Delplanque          |
| 56               | Manon Princet             |
| 57               | Kerrian Blaise            |
| 58               | Nathalie Szych            |
| 59               | Christian Escoin          |
| 60               | Françoise Bouis           |
| 61               | Aymeric Mongelous         |
| 62               | Mélanie Bertrand          |
| 63               | Jean-Claude Galea         |
| 64               | Denise Cornet             |
| 65               | Bernard Janvier           |
| 66               | Nathalie Bienaime         |
| 67               | Olivier Pittoni           |
| 68               | Michèle Labrosse          |
| 69               | Éric Fordos               |
| 70               | Sylviane Alim-Munier      |
| 71               | Bastien Regnier           |
| 72               | Aurélie Le Gourlay        |
| 73               | Alain Roudergues          |
| 74               | Anne-Marie Le Calvez      |
| 75               | Xavier-Laurent Kurczoba   |
| 76               | Lydie Lenglet             |
| 77               | Cyril Martinez            |
| 78               | Kelly Betesh              |
| 79               | Gérard Marchand           |

Em 23 de novembro de 2017, Florian Philippot anunciou que seu movimento, Os Patriotas (Les Patriotes), apresentaria candidatos nas eleições europeias de 2019, lutando pela saída da França da União Europeia. O partido conta com três eurodeputados, entre os quais Sophie Montel e Mireille d'Ornano, apesar de Montel ter deixado o partido em 5 de julho de 2018. Philippot lançou a campanha do partido para as eleições europeias com a publicação de seu livro Frexit, definindo sua visão da Europa, em setembro de 2018. Apesar de suas esperanças de construir uma lista interpartidária, seus apelos a Henri Guaino, François Asselineau e Jean Lassalle não foram retribuídos. Na falta de financiamento público, Philippot pediu doações para ajudar a financiar a campanha do partido. Como no caso de outros partidos, o movimento buscou recrutar coletes amarelos em sua lista, com Philippot procurando também registrar o nome no Instituto Nacional da Propriedade Industrial (INPI). Philippot confirmou em 22 de fevereiro que seu partido teria os meios financeiros para disputar as eleições, dizendo que lideraria a lista, seguido por d'Ornano em segundo lugar. Em 30 de abril, Philippot apresentou sua lista, à qual se juntaram os membros de Jaunes et citoyens de Jean-François Barnaba; O próprio Barnaba é o nono da lista.
Em 24 de abril, perto do prazo final para a apresentação de listas, Philippot pediu publicamente uma lista comum com Asselineau; De acordo com L'Opinion, ele delegou a Thibaud Lonjon a tarefa de solicitar uma aliança, oferecendo 300.000 euros em financiamento adicional para a lista (que já havia levantado cerca de 1,2 milhões de euros). Além de Asselineau, Philippot buscou uma aliança de última hora com Dupont-Aignan, desta vez oferecendo 400.000 euros pelo terceiro lugar da lista, mas foi novamente rejeitado, com Bertrand Dutheil de La Rochère confirmando essas abordagens.

### União Popular Republicana
| Lista do partido | Lista do partido         |
| #                | Candidato                |
| ---------------- | ------------------------ |
| 1                | François Asselineau      |
| 2                | Zamane Ziouane           |
| 3                | Vincent Brousseau        |
| 4                | Anne Limoge              |
| 5                | Charles Gallois          |
| 6                | Béatrice Henoux          |
| 7                | David Pauchet            |
| 8                | Isabelle Ninvirth        |
| 9                | Pierre-Nicolas Terver    |
| 10               | Christine Annoot         |
| 11               | Philippe Conte           |
| 12               | Martine Decius           |
| 13               | Jean-Christophe Loutre   |
| 14               | Sylvie Heyvaerts         |
| 15               | Quentin Bourgeois        |
| 16               | Nelly Paté               |
| 17               | Jean de Rohan-Chabot     |
| 18               | Muriel Hermier           |
| 19               | Gérard Poulain           |
| 20               | Lauriane Mollier         |
| 21               | Éric Lemestre            |
| 22               | Nadia Zidane             |
| 23               | Benoît Matharan          |
| 24               | Pascale Hirn             |
| 25               | Jean-Baptiste Villemur   |
| 26               | Julia Vincenzi           |
| 27               | Kévin Miranda            |
| 28               | Christine Agathon-Burton |
| 29               | Éric Noirez              |
| 30               | Diane Lagrange           |
| 31               | Lionel Kahan             |
| 32               | Karima Rabouhi           |
| 33               | Dimitri de Vismes        |
| 34               | Alexandra Paraboschi     |
| 35               | Sébastien Dubois         |
| 36               | Laurie Bahl              |
| 37               | Hugo Sonnier             |
| 38               | Marie-Laure Yapi         |
| 39               | Christophe Blanc         |
| 40               | Audrey Cuny              |
| 41               | Mimoun Ziani             |
| 42               | Eva Di Battista          |
| 43               | Olivier Loisel           |
| 44               | Émilie Fauvel            |
| 45               | Olivier Durnez           |
| 46               | Sophie Sénac             |
| 47               | Philippe Gombert         |
| 48               | Nathalie Moquet          |
| 49               | David Guillaume          |
| 50               | Chrystel Carte           |
| 51               | Simon Giessinger         |
| 52               | Marianne Siv             |
| 53               | Thierry Pons             |
| 54               | Kenza Meyer              |
| 55               | Guillaume Prin           |
| 56               | Blandine Urbanski        |
| 57               | Hugues Maintenay         |
| 58               | Tiphaine Perrier         |
| 59               | Alain Parisot            |
| 60               | Marie-Françoise Le Ray   |
| 61               | Suraj Sukhdeo            |
| 62               | Marie Radosz             |
| 63               | Christophe Nuret         |
| 64               | Michèle Crogiez          |
| 65               | Romain Rose              |
| 66               | Sylvie Rousseric-Denax   |
| 67               | Manuel de Lavallée       |
| 68               | Anne Morel               |
| 69               | Claude Macé              |
| 70               | Pascale Henry            |
| 71               | Jérôme Yanez             |
| 72               | Lorine Mangattale        |
| 73               | Gaëtan Ségalen           |
| 74               | Véronique Barrow         |
| 75               | Sébastien Lacroix        |
| 76               | Frédérique Bisière       |
| 77               | Guillaume Bétend         |
| 78               | Anne-Rebecca Willing     |
| 79               | Laurent Verdoux          |

Em 18 de novembro de 2017, François Asselineau, fundador da União Republicana Popular (UPR), disse no congresso do partido em Tours que ele "provavelmente" seria um candidato na lista do partido nas eleições europeias de 2019. Asselineau pretende alavancar a presença on-line do partido para ajudar a levantar fundos de seus 32.000 membros.

## Plataformas eleitorais
| Partido | Partido | Resumo da plataforma |
| ------- | --- | --- |
|         | Luta Operária (LO)                                                                                            | O partido trotskista descreve seu objetivo em fazer um "Estados Unidos socialistas da Europa", defendendo a liberdade universal de todos os movimentos para ajudar os que fogem da guerra e da pobreza, banindo as demissões, aumentando os salários em pelo menos 300 euros, indexando salários e aposentadorias acima da inflação, e abolir a diretiva da União Europeia sobre a Proteção dos Segredos Comerciais. |
|         | Partido Comunista Francês (PCF)                                                                               | O PCF defende um "sistema de salário mínimo europeu", proibindo o offshoring, reprimindo a evasão fiscal através de domicílios estrangeiros, criando uma forma de serviço público dedicado à "renovação energética", desenvolvendo uma "estratégia industrial ecologicamente sustentável", emitindo "ajuda humanitária", vistos "perto dos locais de origem, rever a Convenção de Dublin, a fim de pôr termo ao requisito do "primeiro país seguro" e aumentar a participação dos parlamentos nacionais na definição de políticas da UE. |
|         | França Insubmissa (FI)                                                                                        | A França Insubmissa defende a saída dos tratados europeus, concedendo ao Parlamento Europeu o direito de iniciativa legislativa, tornando Estrasburgo o único ponto de encontro do Parlamento Europeu, acabando com as contribuições francesas ao orçamento da UE, a menos que aborde sua "política de desigualdade". Recusando cortes à política agrícola comum, pondo termo à diretiva relativa aos trabalhadores destacados, à introdução de um salário mínimo europeu a "75% do salário médio" em cada país e recusando a privatização dos serviços públicos. Sobre a ecologia, propõe a criação de uma "regra verde" (ou seja, nunca tirar mais do ecossistema do que pode ser reabastecido), elevando as metas de emissões de dióxido de carbono, proibindo desreguladores endócrinos, adotando um plano para sair do carvão e energia nuclear a nível europeu e a implementação de uma tarifa de fronteira da UE para o carbono. Outras propostas incluem a criação de um "corpo europeu de ajuda e resgate" no Mediterrâneo para acabar com as mortes de migrantes no mar.                                         |
|         | Génération.s - Movimento Democracia na Europa (DémE-DiEM25)                                                   | A lista de Hamon pede um "Novo acordo verde", fornecendo 500 bilhões de euros por ano para a transição ecológica (incluindo uma mudança para a agricultura orgânica usando fundos da política agrícola comum e um imposto fronteiriço sobre importações não-orgânicas), um imposto sobre a riqueza na Europa e salário mínimo, e "movendo-se para" uma renda básica universal continental através de uma taxa de robô. O movimento, que também reivindica o domínio da ecologia, defende a criação de um tribunal ambiental europeu e proíbe os desreguladores endócrinos e o fraturamento hidráulico. Como o EELV, Génération.s e DiEM25 apoiam uma "Assembléia Constituinte Europeia" para criar uma nova Constituição Europeia, o reconhecimento legal universal do casamento entre pessoas do mesmo sexo, o fim do repatriamento de migrantes e o estabelecimento de uma "agência independente de busca e resgate no Mediterrâneo". |
|         | Partido Socialista (PS) - Praça Pública (PP) - Partido Radical de Esquerda (PRG)                              | As propostas da lista comum incluem um Pacto Europeu do Clima com 400 bilhões de euros por ano em financiamento dedicado à transição ecológica, focado na renovação de prédios ultrapassados, expansão do uso de energia renovável e uma taxa de querosene na aviação europeia. A lista procurará também permitir a revogação do Pacto de Estabilidade e Crescimento de limitar os déficits a 3% do PIB para tais despesas ambientais e rever a proibição continental do glifosato. No que diz respeito à imigração, os planos da lista PS-Praça Pública incluem uma "versão europeia" da operação de resgate do Mediterrâneo, abolindo a Convenção de Dublin e a emissão de "vistos humanitários e canais legais para a migração". Apela também à redução de barreiras à Iniciativa de Cidadania Europeia, ao empoderamento do Parlamento Europeu e a uma versão europeia da Alta Autoridade da França para a Transparência na Vida Pública (HATVP). |
|         | Europa Ecologia - Os Verdes (EELV) - Regiões e Povos Solidários (R&PS) - Aliança Ecológica Independente (AEI) | O EELV visa criar uma economia de carbono zero, acabar com o apoio a combustíveis fósseis, eliminar acordos de livre comércio (incluindo CETA), implementar um "protecionismo verde" incluindo um "imposto de fronteira socioambiental", criar um banco europeu para "clima e diversidade" com 100 bilhões de euros por ano em financiamento dedicado à "eco-suficiência, eficiência energética, energia renovável e transporte sustentável" e desenvolver um "fundo social para a transição ecológica" financiado por um imposto sobre transações financeiras. Também propõe tribunais ambientais para processar crimes ambientais, eliminando o uso de toxinas (por exemplo, glifosato e desreguladores endócrinos), visando a obsolescência programada, redistribuindo o poder das instituições europeias para refletir melhor as preocupações "civis, sociais e ambientais", estabelecendo uma instituição a concentrar-se na transparência pública e na criação de referendos europeus. |
|         | República Em Marcha! (REM) - Movimento Democrático (MoDem) - Movimento Radical (MR)                           | A lista Renascimento pede um salário mínimo europeu correspondente ao poder de compra relativo de cada país, reformando a Diretiva dos Trabalhadores Publicados, criando um imposto digital continental sobre as grandes empresas para reprimir a evasão fiscal dentro da UE, investindo pelo menos 1 trilhão de euros "para desenvolver energia limpa e transporte, renovar habitação e acompanhar a reciclagem de trabalhadores e setores em transição", criando um "banco climático europeu" para direcionar fundos para crescimento verde e taxação de carbono de produtos estrangeiros, a" harmonização de critérios de asilo", aumentando o número de pessoal das fronteiras, o reforço do espaço Schengen, o empoderamento do Parlamento Europeu com o direito de iniciativa legislativa e a redução do número de comissários europeus. |
|         | União dos Democratas e Independentes (UDI)                                                                    | A UDI apóia a "harmonização" da tributação corporativa, reforçando a política agrícola comum ao abolir o rebate do Reino Unido, criando um Livret E no mesmo sentido que o Livret A para financiar "grandes projetos ambientais" e identificando "alternativas" ao glifosato e sulfato de cobre, combatendo o terrorismo através da criação de um FBI europeu, uma agência de migração e "um exército cibernético". No que diz respeito às mudanças institucionais, a UDI propõe o fim dos requisitos de unanimidade, exigindo que os Comissários Europeus recebam o apoio de pelo menos 40 eurodeputados, a eleição direta do presidente do Conselho Europeu e a criação de um "referendo dos cidadãos europeus". |
|         | Os Republicanos (LR) - Os Centristas (LC)                                                                     | As propostas da lista LR incluem a criação de uma preferência "europeia e francesa" por produtos estrangeiros semelhante ao Buy American Act, garantindo o acesso recíproco aos mercados estrangeiros de compras públicas, financiando totalmente o orçamento da política agrícola comum, restaurando a preferência da comunidade "no setor agrícola", alterando a diretiva relativa aos trabalhadores destacados, impondo direitos aduaneiros antipoluição aos países que não cumpram as normas ambientais ou sociais, modificando o Código das Fronteiras Schengen para o "restabelecimento dos controlos nas fronteiras internas", processando os pedidos de asilo fora da UE, estruturas de acolhimento de novos migrantes, triplicando o orçamento da Frontex, devolver os barcos migrantes aos portos de origem e manter um registo comum dos deportados. Também se opõe à expansão da UE ou de Schengen, apela a que Estrasburgo seja a única sede do Parlamento Europeu e limita a autoridade da Comissão, delegando em vez disso as suas responsabilidades ao Parlamento Europeu e ao Conselho da União Europeia. |
|         | Levantar a França (DLF) - Centro Nacional de Independentes e Camponeses (CNIP)                                | A lista Amantes da França apoia o fim da diretiva relativa aos trabalhadores destacados, atribuindo 75% dos contratos públicos a empresas europeias e "recuperando imediatamente" 80% da contribuição da França para o orçamento da UE. A plataforma soberanista também pede a restauração dos controles das fronteiras nacionais com a abolição do espaço Schengen, a deportação de "imigrantes ilegais e criminosos estrangeiros" e o fim da imigração por meio do reagrupamento familiar. Embora não defenda a saída da França da UE, ela apóia a dissolução da Comissão Europeia, concedendo poder de veto a qualquer um dos cinco países mais populosos da UE (França, Alemanha, Itália, Espanha e Polônia), e tornar o francês a língua oficial de trabalho da UE após o Brexit. |
|         | Reagrupamento Nacional (RN)                                                                                   | O RN defende "um patriotismo econômico", buscando revogar a diretiva dos trabalhadores publicados, substituir a política agrícola comum por uma "política agrícola francesa" e mudar os mandatos do Banco Central Europeu (abandonando seu apoio passado de deixar a zona do euro). Também enfatiza a restauração dos "controles de fronteira nacionais", acabando com a imigração legal, expulsando sans-papiers (ilegais) e "islamistas estrangeiros", e fechando "mesquitas radicais". O RN também propõe a abolição da Comissão Europeia e a concessão de uma iniciativa legislativa ao Conselho da União Europeia. |
|         | Os Patriotas (LP)                                                                                             | Os Patriotas, o partido do ex-vice-presidente da FN, Florian Philippot, é focado na saída da França da UE para recuperar o controle das fronteiras nacionais; a maioria de suas propostas diz respeito a questões nacionais (por exemplo, aumento do salário mínimo, aposentadorias e reforma tributária). Também apoia o referendo de iniciativa dos cidadãos (RIC), uma exigência principal do movimento dos coletes amarelos e representação proporcional em todas as eleições. |
|         | União Popular Republicana (UPR)                                                                               | A UPR, que também defende a saída da França da UE, que argumenta permitiria ao país acabar com o offshoring, visar a evasão fiscal e melhorar a competitividade das exportações, e também defende a saída da França da Otan para reafirmar a "independência militar e diplomática" da França e o empoderamento dos eleitores por meio de referendos de iniciativa cidadã (RIC). |

## Pesquisas
Abaixo, estão listadas as últimas pesquisas dos institutos.
| Ipsos              | 24/05      | 5.877 | 0,5% | 7,5% | 2,5% | 5,5% | 2,5% | 9,5% | 0,5% | 1,5% | 23%   | 1,5% | 13%   | 3,5% | 25%   | 0,5% | 1%   | 1%    | 1,5% |
| Elabe              | 23 - 24/05 | 2.010 | 1,5% | 8,5% | 2,5% | 4,5% | 2,5% | 9%   | 1%   | 1,5% | 22,5% | 1%   | 13%   | 4%   | 25%   | 2%   | 1%   | <0,5% | 1%   |
| Harris Interactive | 23 - 24/05 | 1.015 | 1%   | 9%   | 3,5% | 5%   | 2%   | 7,5% | 1%   | 1,5% | 22,5% | 1,5% | 12%   | 3,5% | 25%   | 1%   | 1%   | 1%    | 2%   |
| Ifop-Fiducial      | 21 - 24/05 | 2.773 | 0,5% | 7,5% | 3%   | 5,5% | 2%   | 8%   | 0,5% | 1,5% | 23%   | 1,5% | 13,5% | 4%   | 25,5% | 1,5% | 1%   | 1%    | 0,5% |
| OpinionWay         | 20 - 22/05 | 2.914 | 1%   | 8%   | 3%   | 6%   | 2%   | 9%   | 1%   | 1%   | 23%   | 1%   | 13%   | 3%   | 25%   | 1%   | 1%   | 1%    | 1%   |
| BVA                | 20 - 21/05 | 1.347 | 0,5% | 8,5% | 3%   | 5%   | 2,5% | 8%   | 1%   | 1,5% | 22%   | 1,5% | 13%   | 3,5% | 23%   | 2%   | 1,5% | <0,5% | 3,5% |
| Kantar Sofres      | 06 - 08/05 | 2.010 | 2%   | 8%   | 2%   | 5%   | 3,5% | 8%   | 1,5% | 1%   | 20%   | 1,5% | 14%   | 4,5% | 23%   | 1%   | 1%   | 1%    | 3%   |

Legendas dos partidos
- G.s = Génération.s
- UE = Urgência Ecológica
- PA = Partido Animalista
- LP = Os Patriotas
- GJ = Coletes amarelos
- DIV = Outros partidos

## Resultados Oficiais

#### Deputados Antes/Depois do Brexit
|       | Reagrupamento Nacional             | RN          | 22 / 74 | 23 / 79 | 1       |
|       | Em Marcha! - Movimento Democrático | REM - MoDem | 21 / 74 | 23 / 79 | 2       |
|       | Europa Ecologia - Os Verdes        | EELV        | 12 / 74 | 13 / 79 | 1       |
|       | Os Republicanos                    | LR          | 8 / 74  | 8 / 79  | Estável |
|       | França Insubmissa                  | FI          | 6 / 74  | 6 / 79  | Estável |
|       | Partido Socialista                 | PS          | 5 / 74  | 6 / 79  | 1       |
| Total | Total                              | Total       | 74 / 74 | 79 / 79 | 5       |

## Composição 2019-2024

### Partidos Nacionais
|  | Reagrupamento Nacional      | RN          | 22 / 74 | Identidade e Democracia                           |
|  | Europa Ecologia - Os Verdes | EELV        | 12 / 74 | Grupo dos Verdes/Aliança Livre Europeia           |
|  | Em Marcha!                  | REM         | 10 / 74 | Renovar Europa                                    |
|  | Os Republicanos             | LR          | 8 / 74  | Grupo do Partido Popular Europeu                  |
|  | França Insubmissa           | FI          | 6 / 74  | Esquerda Unitária Europeia/Esquerda Nórdica Verde |
|  | Partido Socialista          | PS          | 5 / 74  | Aliança Progressista dos Socialistas e Democratas |
|  | Movimento Democrático       | MoDem       | 5 / 74  | Renovar Europa                                    |
|  | Independentes (REM - MoDem) | REM - MoDem | 4 / 74  | Renovar Europa                                    |
|  | Agir                        | agir        | 1 / 74  | Renovar Europa                                    |
|  | Movimento Radical           | MR          | 1 / 74  | Renovar Europa                                    |

### Grupos Parlamentares
| Grupo | Grupo                                             | Antes   |
| ----- | ------------------------------------------------- | ------- |
|       | Identidade e Democracia                           | 22 / 74 |
|       | Renovar Europa                                    | 21 / 74 |
|       | Grupo dos Verdes/Aliança Livre Europeia           | 12 / 74 |
|       | Grupo do Partido Popular Europeu                  | 8 / 74  |
|       | Esquerda Unitária Europeia/Esquerda Nórdica Verde | 6 / 74  |
|       | Aliança Progressista dos Socialistas e Democratas | 5 / 74  |